# UCI Europe Tour 2014
Navigation
Édition précédente Édition suivante
L'UCI Europe Tour 2014 est la dixième édition de l'UCI Europe Tour, l'un des cinq circuits continentaux de cyclisme de l'Union cycliste internationale. Il est composé d'environ 300 compétitions organisées du 2 février au 19 octobre 2014 en Europe.

## Évolutions du calendrier
- Février : Création du Grand Prix Izola.
- Mars : Le Grand Prix de la ville de Nogent-sur-Oise et la Boucle de l'Artois sont retirés du calendrier.

## Calendrier des épreuves

### Février
| Date  | Course                                 | Pays     | Classe | Vainqueur              | Équipe                      |
| ----- | -------------------------------------- | -------- | ------ | ---------------------- | --------------------------- |
| 2     | Grand Prix d'ouverture La Marseillaise | France   | 1.1    | Kenneth Vanbilsen      | Topsport Vlaanderen-Baloise |
| 2     | Grand Prix de la côte étrusque         | Italie   | 1.1    | Simone Ponzi           | Yellow Fluo                 |
| 5-9   | Étoile de Bessèges                     | France   | 2.1    | Tobias Ludvigsson      | Giant-Shimano               |
| 9     | Trofeo Palma de Mallorca               | Espagne  | 1.1    | Sacha Modolo           | Lampre-Merida               |
| 10    | Trofeo Ses Salines                     | Espagne  | 1.1    | Sacha Modolo           | Lampre-Merida               |
| 11    | Trofeo Serra de Tramontana             | Espagne  | 1.1    | Michał Kwiatkowski     | Omega Pharma-Quick Step     |
| 12    | Trofeo Muro-Port d’Alcudia             | Espagne  | 1.1    | Gianni Meersman        | Omega Pharma-Quick Step     |
| 13-16 | Tour méditerranéen                     | France   | 2.1    | Steve Cummings         | BMC Racing                  |
| 19-23 | Tour d'Andalousie                      | Espagne  | 2.1    | Alejandro Valverde     | Movistar                    |
| 19-23 | Tour de l'Algarve                      | Portugal | 2.1    | Michał Kwiatkowski     | Omega Pharma-Quick Step     |
| 21    | Trofeo Laigueglia                      | Italie   | 1.1    | José Serpa             | Lampre-Merida               |
| 22-23 | Tour du Haut-Var                       | France   | 2.1    | Carlos Betancur        | AG2R La Mondiale            |
| 23    | Grand Prix Izola                       | Slovénie | 1.2    | Christian Delle Stelle | Idea                        |

### Mars

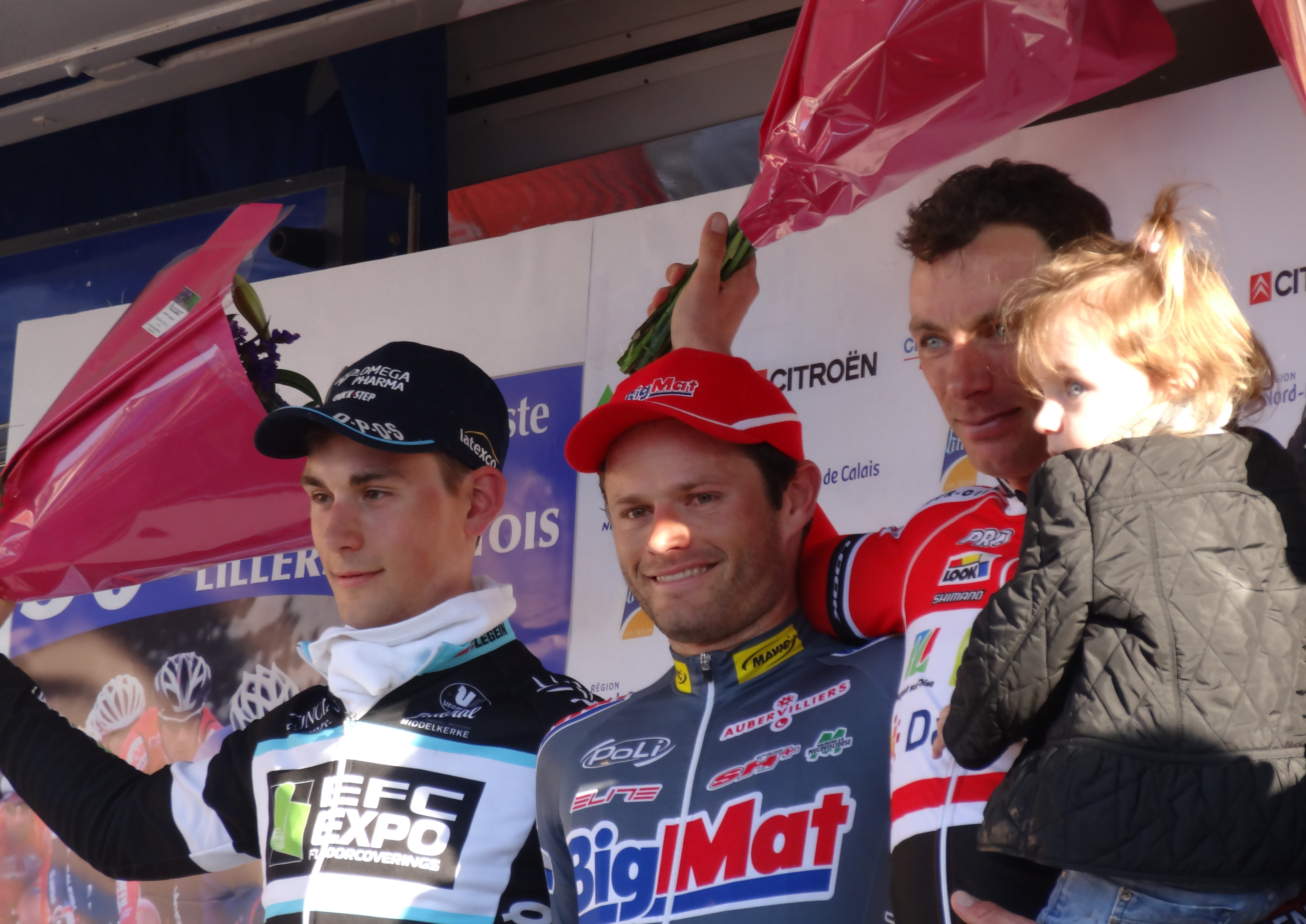
Podium de l'édition 2014 du Grand Prix de Lillers-Souvenir Bruno Comini : Martijn Degreve (2e), Steven Tronet (1er), et Benoît Daeninck (3e).

| Date  | Course                                      | Pays     | Classe | Vainqueur                 | Équipe                       |
| ----- | ------------------------------------------- | -------- | ------ | ------------------------- | ---------------------------- |
| 1     | Tour de Murcie                              | Espagne  | 1.1    | Alejandro Valverde        | Movistar                     |
| 1     | Circuit Het Nieuwsblad                      | Belgique | 1.HC   | Ian Stannard              | Sky                          |
| 1     | Classic Sud Ardèche                         | France   | 1.1    | Florian Vachon            | Bretagne-Séché Environnement |
| 2     | Grand Prix de Lugano                        | Suisse   | 1.1    | Mauro Finetto             | Yellow Fluo                  |
| 2     | Kuurne-Bruxelles-Kuurne                     | Belgique | 1.1    | Tom Boonen                | Omega Pharma-Quick Step      |
| 2     | Drôme Classic                               | France   | 1.1    | Romain Bardet             | AG2R La Mondiale             |
| 2     | Clásica de Almería                          | Espagne  | 1.1    | Sam Bennett               | NetApp-Endura                |
| 5     | Umag Trophy                                 | Croatie  | 1.2    | Matej Mugerli             | Adria Mobil                  |
| 5     | Le Samyn                                    | Belgique | 1.1    | Maxime Vantomme           | Roubaix Lille Métropole      |
| 6     | Grand Prix de la ville de Camaiore          | Italie   | 1.1    | Diego Ulissi              | Lampre-Merida                |
| 7-9   | Trois jours de Flandre-Occidentale          | Belgique | 2.1    | Gert Jõeäär               | Cofidis                      |
| 8     | Strade Bianche                              | Italie   | 1.1    | Michał Kwiatkowski        | Omega Pharma-Quick Step      |
| 8     | Ster van Zwolle                             | Pays-Bas | 1.2    | Bert-Jan Lindeman         | Rabobank Development         |
| 9     | Grand Prix de Lillers-Souvenir Bruno Comini | France   | 1.2    | Steven Tronet             | BigMat-Auber 93              |
| 9     | Roma Maxima                                 | Italie   | 1.1    | Alejandro Valverde        | Movistar                     |
| 9     | Poreč Trophy                                | Croatie  | 1.2    | Maksym Averin             | Synergy Baku Project         |
| 9     | Dorpenomloop Rucphen                        | Pays-Bas | 1.2    | Michael Carbel Svendgaard | Cult Energy Vital Water      |
| 13-16 | Istrian Spring Trophy                       | Croatie  | 2.2    | Magnus Cort Nielsen       | Cult Energy Vital Water      |
| 15    | Tour de Drenthe                             | Pays-Bas | 1.1    | Kenny Dehaes              | Lotto-Belisol                |
| 16    | À travers Drenthe                           | Pays-Bas | 1.1    | Simone Ponzi              | Neri Sottoli                 |
| 16    | Circuit du Pays de Waes                     | Belgique | 1.2    | Danilo Napolitano         | Wanty-Groupe Gobert          |
| 16    | Course des chats                            | Belgique | 1.2    | Łukasz Wiśniowski         | Etixx                        |
| 16    | Paris-Troyes                                | France   | 1.2    | Steven Tronet             | BigMat-Auber 93              |
| 19    | Nokere Koerse                               | Belgique | 1.1    | Kenny Dehaes              | Lotto-Belisol                |
| 20    | Grand Prix Nobili Rubinetterie              | Italie   | 1.1    | Simone Ponzi              | Neri Sottoli                 |
| 21    | Handzame Classic                            | Belgique | 1.1    | Luka Mezgec               | Giant-Shimano                |
| 22    | Classic Loire-Atlantique                    | France   | 1.1    | Alexis Gougeard           | AG2R La Mondiale             |
| 23    | Cholet-Pays de Loire                        | France   | 1.1    | Tom Van Asbroeck          | Topsport Vlaanderen-Baloise  |
| 24-30 | Tour de Normandie                           | France   | 2.2    | Stefan Küng               | BMC Development              |
| 26    | À travers les Flandres                      | Belgique | 1.HC   | Niki Terpstra             | Omega Pharma-Quick Step      |
| 26-30 | Tour de l'Alentejo                          | Portugal | 2.2    | Carlos Barbero            | Euskadi                      |
| 27-30 | Semaine internationale Coppi et Bartali     | Italie   | 2.1    | Peter Kennaugh            | Sky                          |
| 29-30 | Critérium international                     | France   | 2.HC   | Jean-Christophe Péraud    | AG2R La Mondiale             |

### Avril
| Date  | Course                                    | Pays               | Classe | Vainqueur                | Équipe                             |
| ----- | ----------------------------------------- | ------------------ | ------ | ------------------------ | ---------------------------------- |
| 1-3   | Trois Jours de La Panne                   | Belgique           | 2.HC   | Guillaume Van Keirsbulck | Omega Pharma-Quick Step            |
| 1-6   | Grand Prix de Sotchi                      | Russie             | 2.2    | Ilnur Zakarin            | RusVelo                            |
| 4     | Route Adélie de Vitré                     | France             | 1.1    | Bryan Coquard            | Europcar                           |
| 4-6   | Triptyque des Monts et Châteaux           | Belgique           | 2.2    | Owain Doull              | Équipe nationale du Royaume-Uni    |
| 5     | Volta Limburg Classic                     | Pays-Bas           | 1.1    | Moreno Hofland           | Belkin                             |
| 5     | Grand Prix Miguel Indurain                | Espagne            | 1.1    | Alejandro Valverde       | Movistar                           |
| 6     | Tour de La Rioja                          | Espagne            | 1.1    | Michael Matthews         | Orica-GreenEDGE                    |
| 6     | Trofeo Banca Popolare di Vicenza          | Italie             | 1.2U   | Gregor Mühlberger        | Tirol                              |
| 8-11  | Circuit de la Sarthe                      | France             | 2.1    | Ramūnas Navardauskas     | Garmin-Sharp                       |
| 9     | Grand Prix de l'Escaut                    | Belgique           | 1.HC   | Marcel Kittel            | Giant-Shimano                      |
| 11-13 | Circuit des Ardennes international        | France             | 2.2    | Łukasz Wiśniowski        | Etixx                              |
| 12    | Trophée Edil C                            | Italie             | 1.2    | Andrea Vaccher           | Marchiol Emisfero                  |
| 12    | Tour des Flandres espoirs                 | Belgique           | 1.Ncup | Dylan Groenewegen        | Équipe nationale des Pays-Bas      |
| 12    | Banja Luka-Belgrade I                     | Bosnie-Herzégovine | 1.2    | Martin Otoničar          | Radenska                           |
| 12    | Grand Prix Pino Cerami                    | Belgique           | 1.1    | Alessandro Petacchi      | Omega Pharma-Quick Step            |
| 13    | Klasika Primavera                         | Espagne            | 1.1    | Peio Bilbao              | Caja Rural-Seguros RGA             |
| 13    | Banja Luka-Belgrade II                    | Serbie             | 1.2    | Ivan Stević              | Tusnad                             |
| 15    | Paris-Camembert                           | France             | 1.1    | Bryan Coquard            | Europcar                           |
| 16    | Flèche brabançonne                        | Belgique           | 1.HC   | Philippe Gilbert         | BMC Racing                         |
| 16    | Côte picarde                              | France             | 1.Ncup | Jens Wallays             | Équipe nationale de Belgique       |
| 16-20 | Tour du Loir-et-Cher                      | France             | 2.2    | Graham Briggs            | Rapha Condor JLT                   |
| 16-20 | Grand Prix d'Adyguée                      | Russie             | 2.2    | Ilnur Zakarin            | RusVelo                            |
| 17    | Grand Prix de Denain                      | France             | 1.1    | Nacer Bouhanni           | FDJ.fr                             |
| 19    | Tour du Finistère                         | France             | 1.1    | Antoine Demoitié         | Wallonie-Bruxelles                 |
| 19    | Arno Wallaard Memorial                    | Pays-Bas           | 1.2    | Edvin Wilson             | Joker                              |
| 19    | ZLM Tour                                  | Pays-Bas           | 1.Ncup | Thomas Boudat            | Équipe nationale de France espoirs |
| 19    | Liège-Bastogne-Liège espoirs              | Belgique           | 1.2U   | Anthony Turgis           | CC Nogent-sur-Oise                 |
| 20    | Tro Bro Leon                              | France             | 1.1    | Adrien Petit             | Cofidis                            |
| 21    | Giro del Belvedere                        | Italie             | 1.2U   | Simone Andreetta         | Zalf Euromobil Désirée Fior        |
| 21    | Tour de Cologne                           | Allemagne          | 1.1    | Sam Bennett              | NetApp-Endura                      |
| 22    | Gran Premio Palio del Recioto             | Italie             | 1.2U   | Silvio Herklotz          | Stölting                           |
| 22-25 | Tour du Trentin                           | Italie             | 2.HC   | Cadel Evans              | BMC Racing                         |
| 25    | Gran Premio della Liberazione             | Italie             | 1.2U   | Evgeny Shalunov          | Lokosphinx                         |
| 25-1  | Tour de Bretagne                          | France             | 2.2    | Bert-Jan Lindeman        | Rabobank Development               |
| 26    | Zuid Oost Drenthe Classic I               | Pays-Bas           | 1.2    | Wim Stroetinga           | Koga                               |
| 27    | Roue tourangelle                          | France             | 1.1    | Angélo Tulik             | Europcar                           |
| 27    | East Midlands International Cicle Classic | Royaume-Uni        | 1.2    | Thomas Moses             | Rapha Condor JLT                   |
| 27    | Paris-Mantes-en-Yvelines                  | France             | 1.2    | David Menut              | Armée de Terre                     |
| 27    | Grand Prix Industrie del Marmo            | Italie             | 1.2    | Matej Mugerli            | Adria Mobil                        |
| 27-4  | Tour de Turquie                           | Turquie            | 2.HC   | Adam Yates               | Orica-GreenEDGE                    |
| 29-4  | Carpathian Couriers Race                  | Pologne            | 2.2U   | Gregor Mühlberger        | Tirol                              |

### Mai

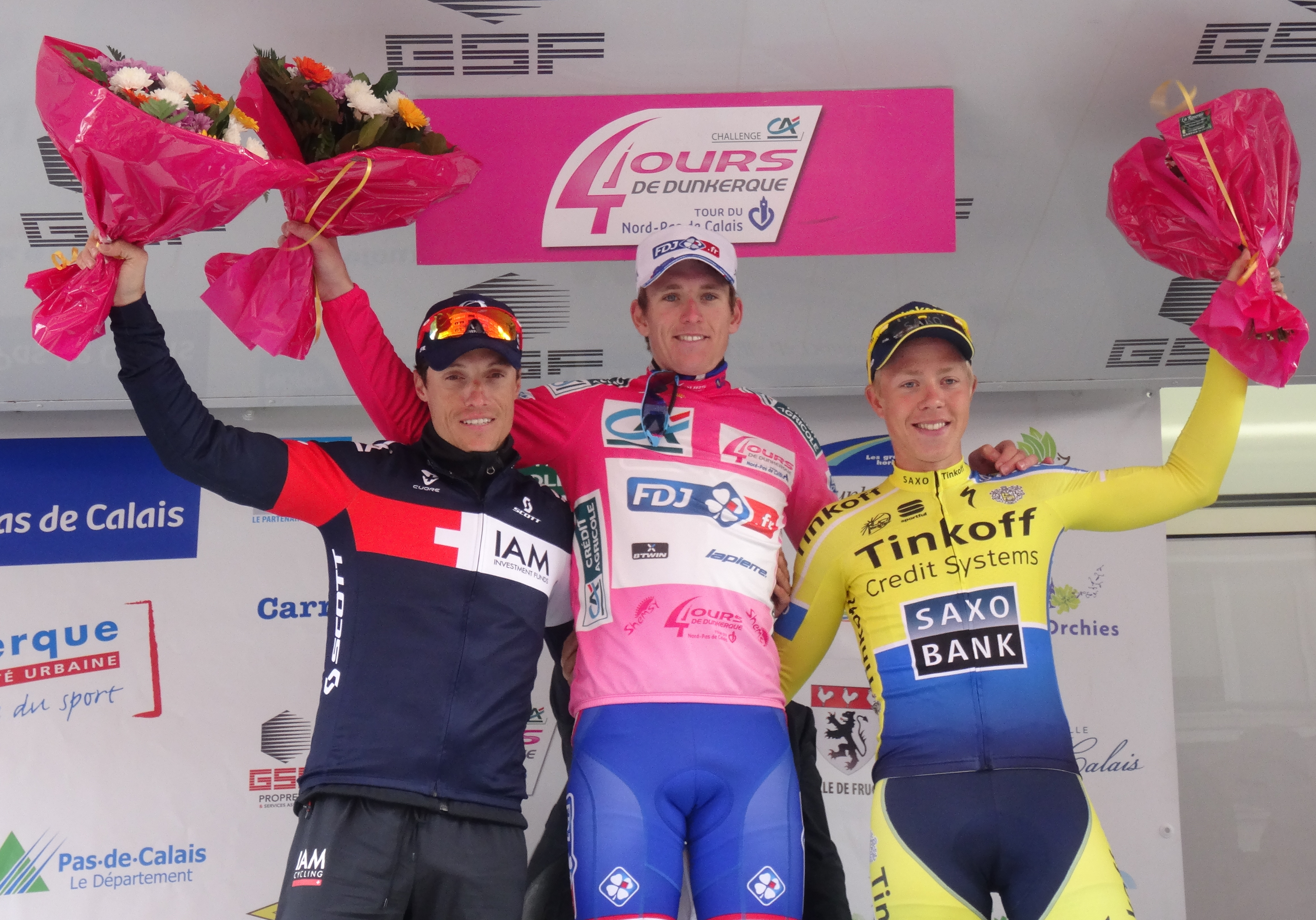
Podium de l'édition 2014 des Quatre Jours de Dunkerque : Sylvain Chavanel (2e), Arnaud Démare (1er), et Michael Valgren (3e).

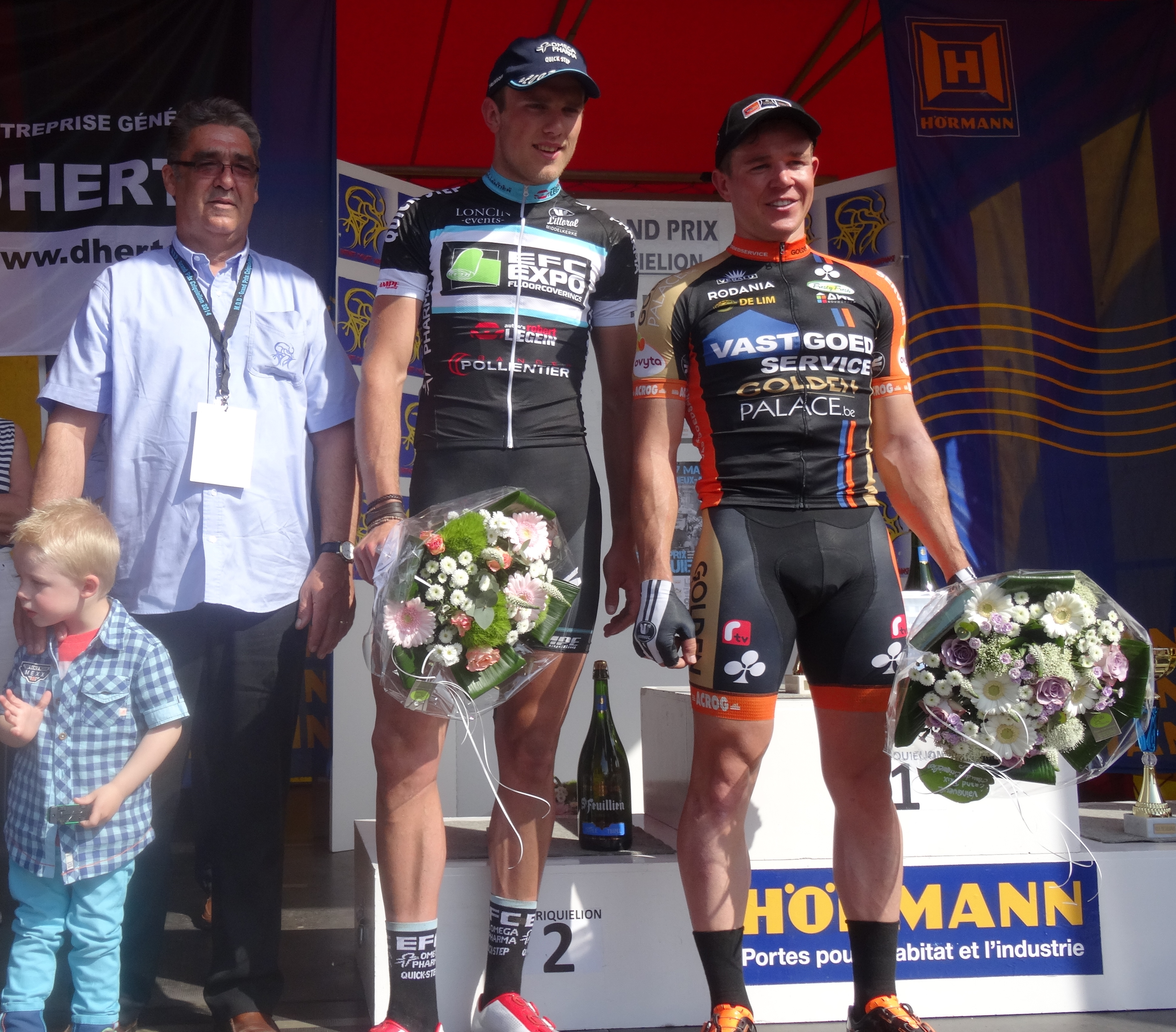
Claude Criquielion aux côtés de Bert Van Lerberghe (2e) et Kevin Peeters (1er) lors de la remise des pris de l'édition 2014 du Grand Prix Criquielion.

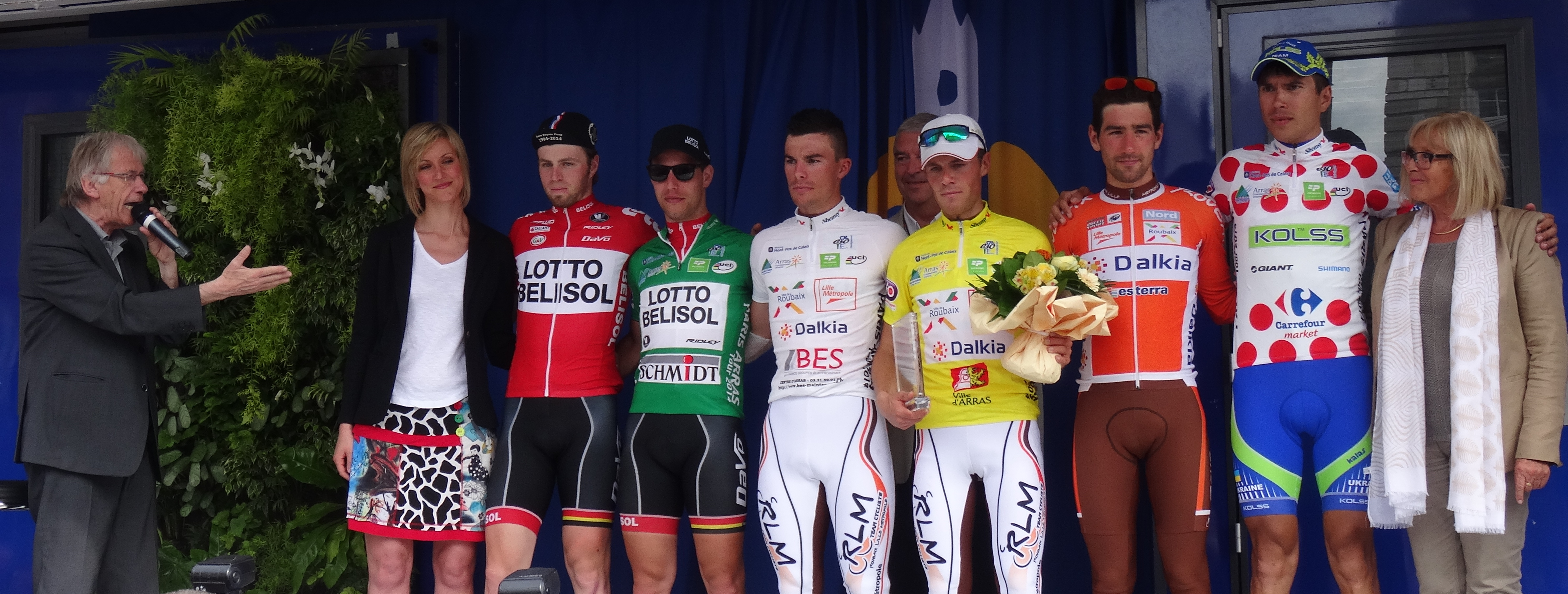
Podium de l'édition 2014 du Paris-Arras Tour 2014 : Daniel McLay, Jef Van Meirhaeghe, Rudy Barbier (2e), Maxime Vantomme (1er), Julien Duval (2e) et Oleksandr Polivoda.

| Date  | Course                                       | Pays        | Classe | Vainqueur            | Équipe                                    |
| ----- | -------------------------------------------- | ----------- | ------ | -------------------- | ----------------------------------------- |
| 1     | Grand Prix de Francfort espoirs              | Allemagne   | 1.2U   | Mads Pedersen        | Cult Energy Vital Water                   |
| 1     | Mayor Cup                                    | Russie      | 1.2    | Sergueï Lagoutine    | RusVelo                                   |
| 1     | Mémorial Andrzej Trochanowski                | Pologne     | 1.2    | Kamil Gradek         | BDC Marcpol                               |
| 1     | Grand Prix de Francfort                      | Allemagne   | 1.HC   | Alexander Kristoff   | Katusha                                   |
| 2     | Mémorial Oleg Dyachenko                      | Russie      | 1.2    | Andrey Solomennikov  | RusVelo                                   |
| 2     | Skive-Løbet                                  | Danemark    | 1.2    | Phil Bauhaus         | Stölting                                  |
| 3     | Tour d'Overijssel                            | Pays-Bas    | 1.2    | Dennis Coenen        | Leopard Development                       |
| 3     | Himmerland Rundt                             | Danemark    | 1.2    | Magnus Cort Nielsen  | Cult Energy Vital Water                   |
| 3     | Grand Prix de Moscou                         | Russie      | 1.2    | Leonid Krasnov       | RusVelo                                   |
| 4     | Destination Thy                              | Danemark    | 1.2    | Magnus Cort Nielsen  | Cult Energy Vital Water                   |
| 4     | Grand Prix de la Somme                       | France      | 1.1    | Yauheni Hutarovich   | AG2R La Mondiale                          |
| 4     | Circuito del Porto-Trofeo Arvedi             | Italie      | 1.2    | Jakub Mareczko       | Viris Maserati                            |
| 5-9   | Cinq anneaux de Moscou                       | Russie      | 2.2    | Andrey Solomennikov  | RusVelo                                   |
| 7-11  | Quatre Jours de Dunkerque                    | France      | 2.HC   | Arnaud Démare        | FDJ.fr                                    |
| 7-11  | Tour d'Azerbaïdjan                           | Azerbaïdjan | 2.1    | Ilnur Zakarin        | RusVelo                                   |
| 9-11  | Szlakiem Grodów Piastowskich                 | Pologne     | 2.1    | Mateusz Taciak       | CCC Polsat Polkowice                      |
| 10    | Hadeland GP                                  | Norvège     | 1.2    | Rasmus Guldhammer    | Trefor-Blue Water                         |
| 10    | Tour de Berne                                | Suisse      | 1.2    | Matthias Brändle     | IAM                                       |
| 10    | Scandinavian Race Uppsala                    | Suède       | 1.2    | Jonas Aaen Jørgensen | Riwal                                     |
| 11    | Ringerike Grand Prix                         | Norvège     | 1.2    | Magnus Cort Nielsen  | Cult Energy Vital Water                   |
| 11    | Circuit de Wallonie                          | Belgique    | 1.2    | Maurits Lammertink   | Jo Piels                                  |
| 12-17 | Olympia's Tour                               | Pays-Bas    | 2.2    | Berden de Vries      | Jo Piels                                  |
| 13    | Visegrad 4 Bicycle Race - GP Polski Via Odra | Pologne     | 1.2    | Erik Baška           | Dukla Trenčín Trek                        |
| 15    | Visegrad 4 Bicycle Race - GP Czech Republic  | Tchéquie    | 1.2    | Josef Černý          | CCC Polsat Polkowice                      |
| 15-18 | Rhône-Alpes Isère Tour                       | France      | 2.2    | Matija Kvasina       | Gourmetfein Simplon Wels                  |
| 16    | Visegrad 4 Bicycle Race - GP Slovakia        | Slovaquie   | 1.2    | Paweł Bernas         | BDC Marcpol                               |
| 16-18 | Tour de Castille-et-León                     | Espagne     | 2.1    | David Belda          | Burgos-BH                                 |
| 16-18 | Tour de Picardie                             | France      | 2.1    | Arnaud Démare        | FDJ.fr                                    |
| 17    | Grand Prix Criquielion                       | Belgique    | 1.2    | Kevin Peeters        | Vastgoedservice-Golden Palace Continental |
| 17    | Visegrad 4 Bicycle Race - GP Hungary         | Hongrie     | 1.2    | Paweł Bernas         | BDC Marcpol                               |
| 18    | Velothon Berlin                              | Allemagne   | 1.1    | Raymond Kreder       | Garmin-Sharp                              |
| 18-25 | An Post Rás                                  | Irlande     | 2.2    | Clemens Fankhauser   | Tirol                                     |
| 21-25 | Tour de Norvège                              | Norvège     | 2.HC   | Maciej Paterski      | CCC Polsat Polkowice                      |
| 22-25 | Ronde de l'Isard d'Ariège                    | France      | 2.2U   | Louis Vervaeke       | Lotto-Belisol U23                         |
| 23-25 | Paris-Arras Tour                             | France      | 2.2    | Maxime Vantomme      | Roubaix Lille Métropole                   |
| 24-25 | World Ports Classic                          | Pays-Bas    | 2.1    | Theo Bos             | Belkin                                    |
| 25    | Omloop der Kempen                            | Pays-Bas    | 1.2    | Luke Davison         | Synergy Baku Project                      |
| 28-1  | Flèche du Sud                                | Luxembourg  | 2.2    | Gaëtan Bille         | Verandas Willems                          |
| 28-1  | Tour de Bavière                              | Allemagne   | 2.HC   | Geraint Thomas       | Sky                                       |
| 28-1  | Tour de Belgique                             | Belgique    | 2.HC   | Tony Martin          | Omega Pharma-Quick Step                   |
| 28-1  | Tour des Fjords                              | Norvège     | 2.1    | Alexander Kristoff   | Katusha                                   |
| 29-1  | Tour de Berlin                               | Allemagne   | 2.2U   | Jochem Hoekstra      | Jo Piels                                  |
| 29-1  | Tour de Gironde                              | France      | 2.2    | Remco te Brake       | Metec-TKH Continental                     |
| 30    | Race Horizon Park 1                          | Ukraine     | 1.2    | Vitaliy Buts         | Kolss                                     |
| 30-31 | Tour d'Estonie                               | Estonie     | 2.1    | Eduard-Michael Grosu | Vini Fantini Nippo                        |
| 30-1  | Course de la Paix espoirs                    | Tchéquie    | 2.2U   | Samuel Spokes        | Etixx                                     |
| 31    | Grand Prix de Plumelec-Morbihan              | France      | 1.1    | Julien Simon         | Cofidis                                   |
| 31    | Race Horizon Park 2                          | Ukraine     | 1.2    | Mykhailo Kononenko   | Kolss                                     |

### Juin

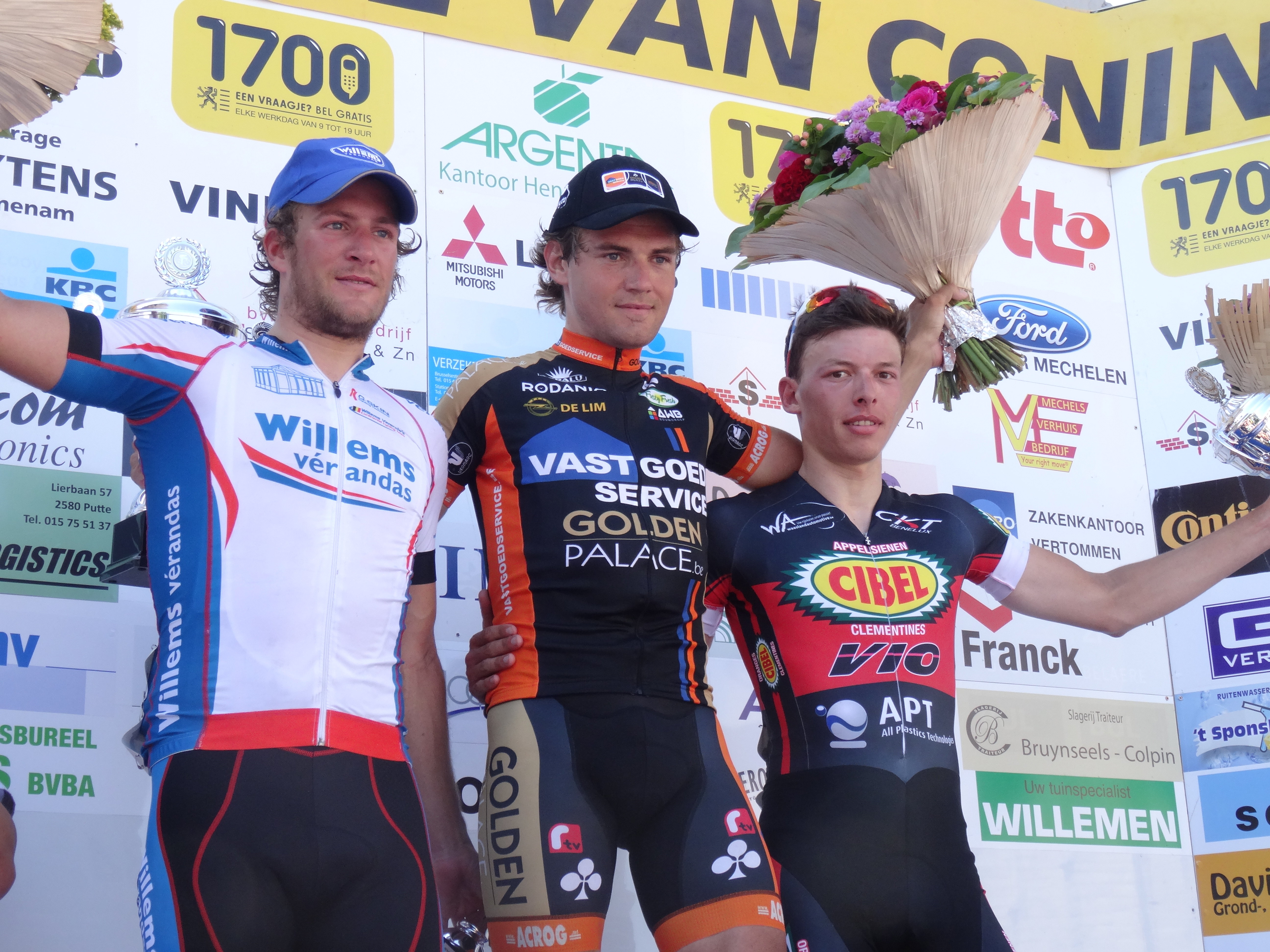
Podium de l'édition 2014 du Mémorial Philippe Van Coningsloo : Nicolas Vereecken (2e), Rob Ruijgh (1er) et Oliver Naesen (3e).

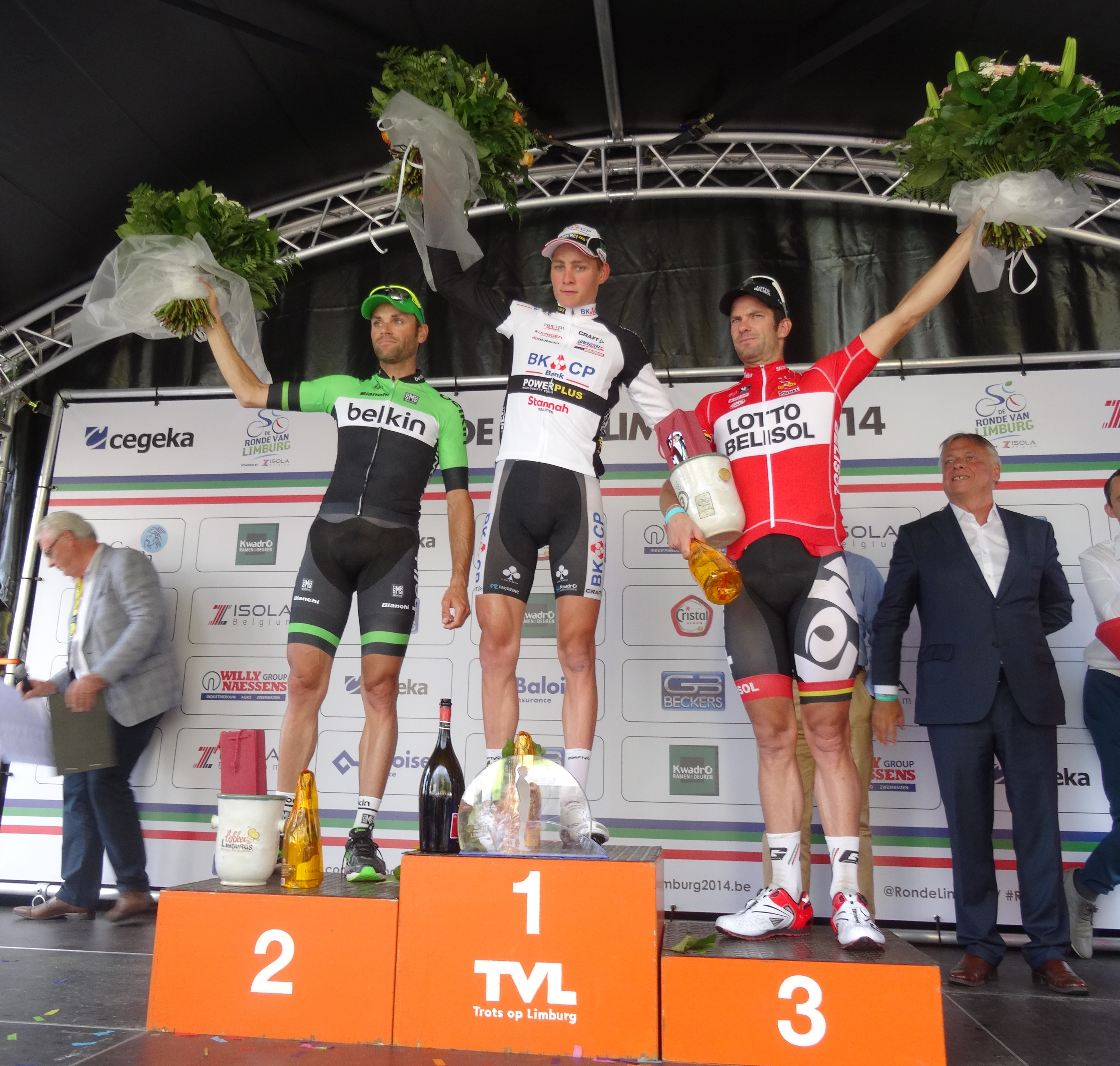
Podium de l'édition 2014 du Tour du Limbourg : Paul Martens (3e), Mathieu van der Poel (1er) et Gregory Henderson (3e).

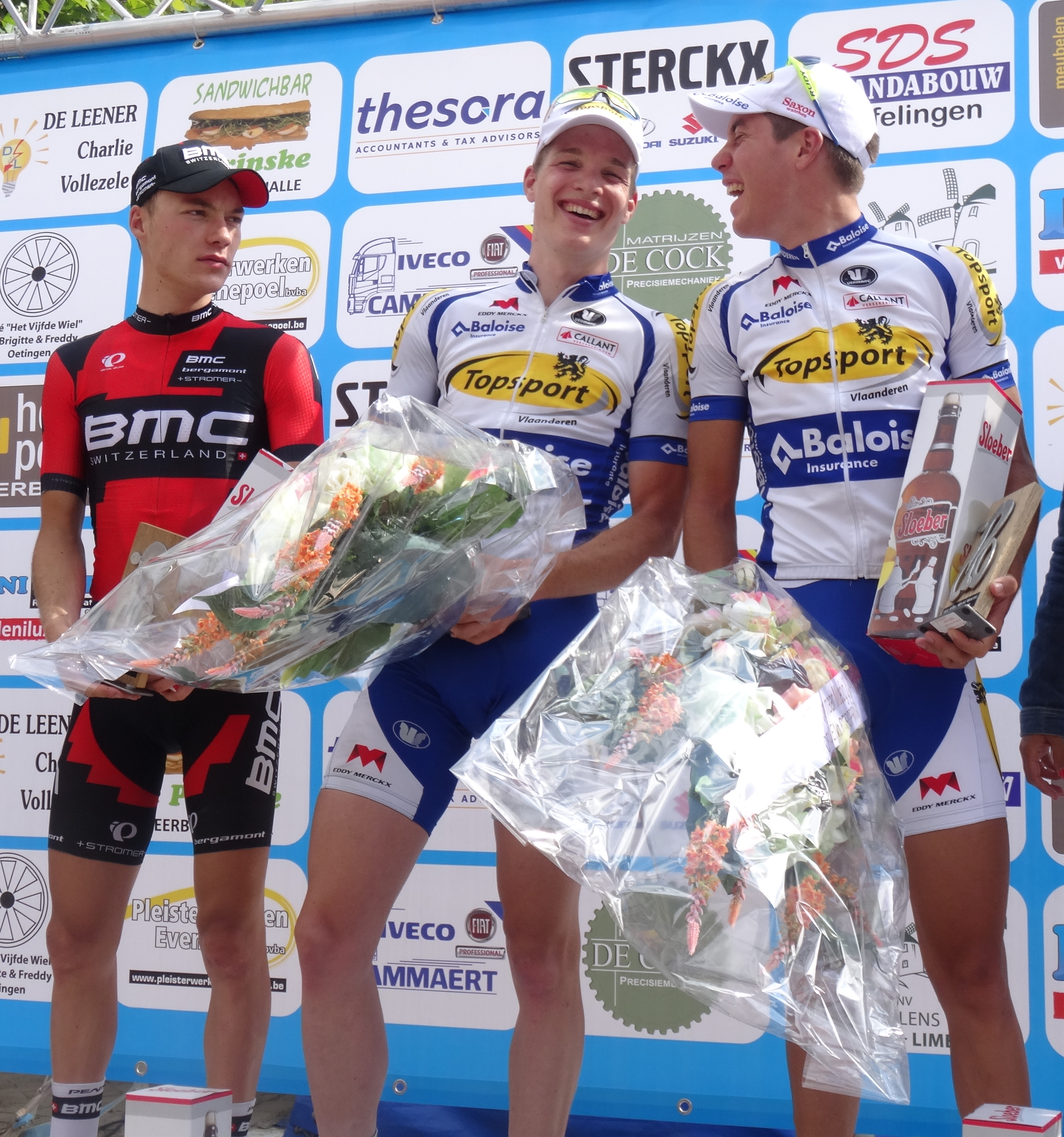
Podium de l'édition 2014 de l'Internationale Wielertrofee Jong Maar Moedig : Loïc Vliegen (2e), Gijs Van Hoecke (1er) et Jelle Wallays (3e).

| Date  | Course                                       | Pays               | Classe | Vainqueur            | Équipe                                    |
| ----- | -------------------------------------------- | ------------------ | ------ | -------------------- | ----------------------------------------- |
| 1     | Paris-Roubaix espoirs                        | France             | 1.2U   | Mike Teunissen       | Rabobank Development                      |
| 1     | Grand Prix Südkärnten                        | Autriche           | 1.2    | Andrea Pasqualon     | Area Zero                                 |
| 1     | Race Horizon Park 3                          | Ukraine            | 1.2    | Denys Kostyuk        | Kolss                                     |
| 1     | Trophée de la ville de San Vendemiano        | Italie             | 1.2U   | Giacomo Berlato      | Zalf Euromobil Désirée Fior               |
| 1     | Boucles de l'Aulne                           | France             | 1.1    | Alexis Gougeard      | AG2R La Mondiale                          |
| 2     | Trofeo Alcide Degasperi                      | Italie             | 1.2    | Michele Gazzara      | Fausto Coppi Gazzera Videa                |
| 3-7   | Tour de Slovaquie                            | Slovaquie          | 2.2    | Oleksandr Polivoda   | Kolss                                     |
| 4-8   | Tour de Luxembourg                           | Luxembourg         | 2.HC   | Matti Breschel       | Tinkoff-Saxo                              |
| 5-8   | Boucles de la Mayenne                        | France             | 2.1    | Stéphane Rossetto    | BigMat-Auber 93                           |
| 7     | Ronde van Zeeland Seaports                   | Pays-Bas           | 1.1    | Theo Bos             | Belkin                                    |
| 8     | Mémorial Philippe Van Coningsloo             | Belgique           | 1.2    | Rob Ruijgh           | Vastgoedservice-Golden Palace Continental |
| 8     | Coppa della Pace                             | Italie             | 1.2    | Luca Ceolan          | General Store Bottoli Zardini             |
| 11-15 | Grand Prix Udmurtskaya Pravda                | Russie             | 2.2    | Artur Ershov         | RusVelo                                   |
| 12    | Grand Prix du canton d'Argovie               | Suisse             | 1.HC   | Simon Geschke        | Giant-Shimano                             |
| 12-14 | Tour of Malopolska                           | Pologne            | 2.2    | Maximilian Werda     | Stölting                                  |
| 12-15 | Ronde de l'Oise                              | France             | 2.2    | Magnus Cort Nielsen  | Cult Energy Vital Water                   |
| 15    | Raiffeisen Grand Prix                        | Autriche           | 1.2    | Radoslav Rogina      | Adria Mobil                               |
| 15    | Tour du Limbourg                             | Belgique           | 1.1    | Mathieu van der Poel | BKCP-Powerplus                            |
| 18-22 | Ster ZLM Toer                                | Pays-Bas           | 2.1    | Philippe Gilbert     | BMC Racing                                |
| 19-21 | Tour de Serbie                               | Serbie             | 2.2    | Jarosław Kowalczyk   | BDC Marcpol                               |
| 19-22 | Tour de Slovénie                             | Slovénie           | 2.1    | Tiago Machado        | NetApp-Endura                             |
| 19-22 | Tour des Pays de Savoie                      | France             | 2.2    | Louis Vervaeke       | Lotto-Belisol U23                         |
| 20-22 | Route du Sud                                 | France             | 2.1    | Nicolas Roche        | Tinkoff-Saxo                              |
| 20-22 | Tour de Haute-Autriche                       | Autriche           | 2.2    | Patrick Konrad       | Gourmetfein Simplon Wels                  |
| 21-22 | Memorial im. J. Grundmanna J. Wizowskiego    | Pologne            | 2.2    | Błażej Janiaczyk     | BDC Marcpol                               |
| 22    | Beaumont Trophy                              | Royaume-Uni        | 1.2    | Kristian House       | Rapha Condor JLT                          |
| 22    | Grand Prix de Sarajevo                       | Bosnie-Herzégovine | 1.2    | Matej Marin          | Gourmetfein Simplon Wels                  |
| 22    | Flèche ardennaise                            | Belgique           | 1.2    | Stefan Küng          | BMC Development                           |
| 24    | Tour des Apennins                            | Italie             | 1.1    | Sonny Colbrelli      | Bardiani CSF                              |
| 25    | Internationale Wielertrofee Jong Maar Moedig | Belgique           | 1.2    | Gijs Van Hoecke      | Topsport Vlaanderen-Baloise               |
| 25    | Halle-Ingooigem                              | Belgique           | 1.1    | Arnaud Démare        | FDJ.fr                                    |

### Juillet

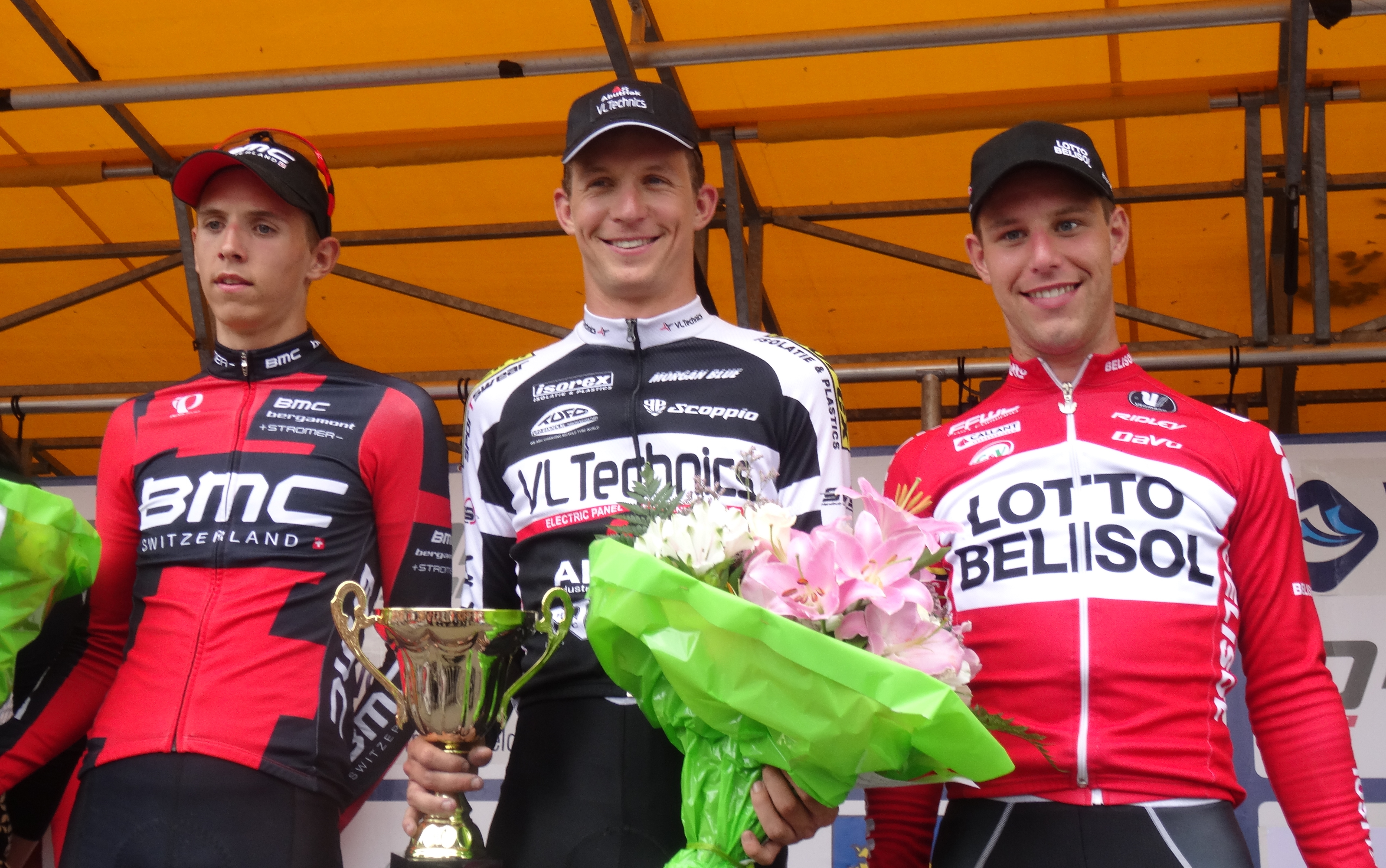
Podium de l'édition 2014 du Circuit Het Nieuwsblad espoirs : Dylan Teuns (2e), Dimitri Claeys (1er), et Jef Van Meirhaeghe (3e).

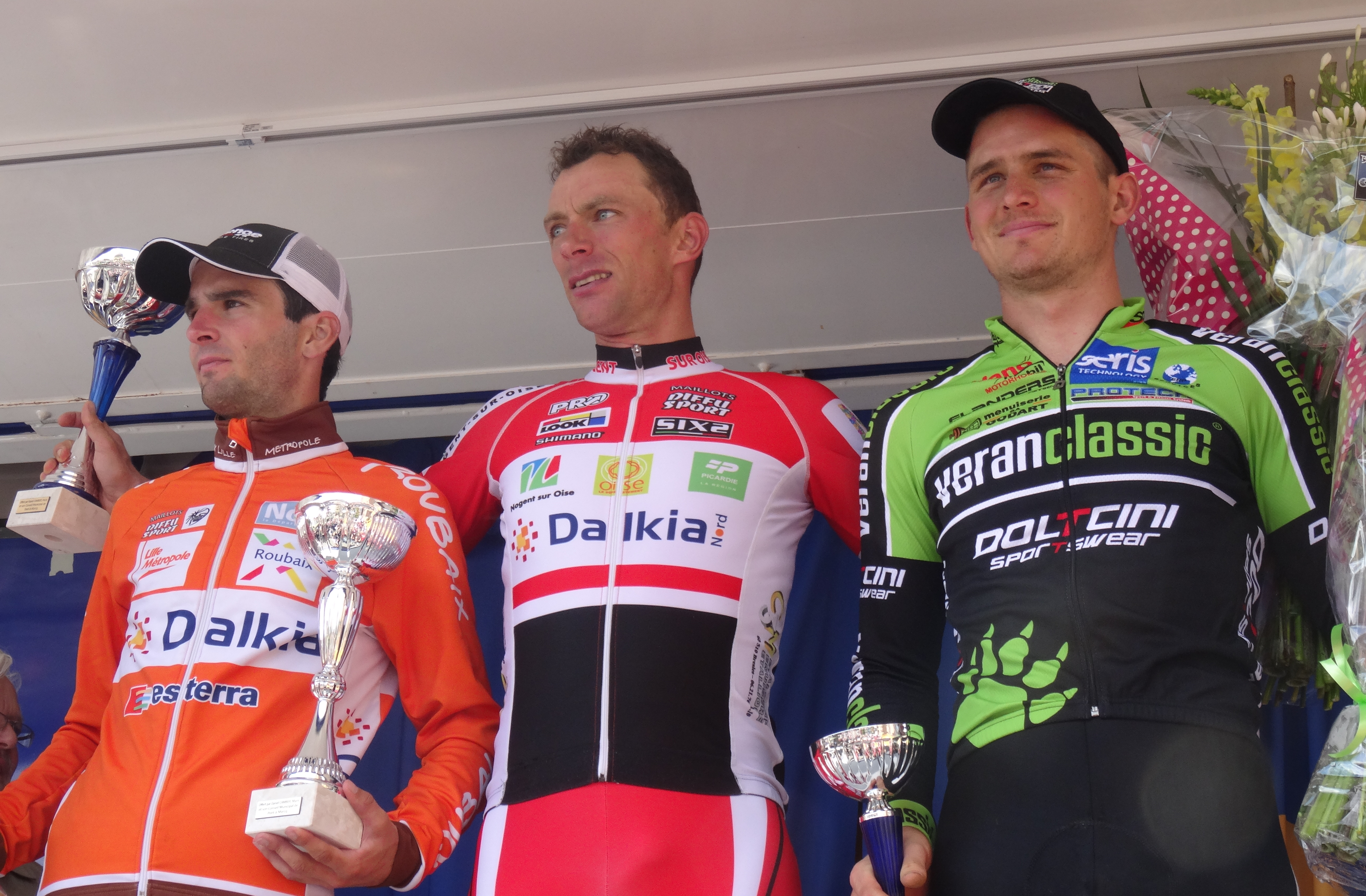
Podium de l'édition 2014 de la Ronde pévéloise : Baptiste Planckaert (2e), Benoît Daeninck (1er) et Cameron Karwowski (3e).

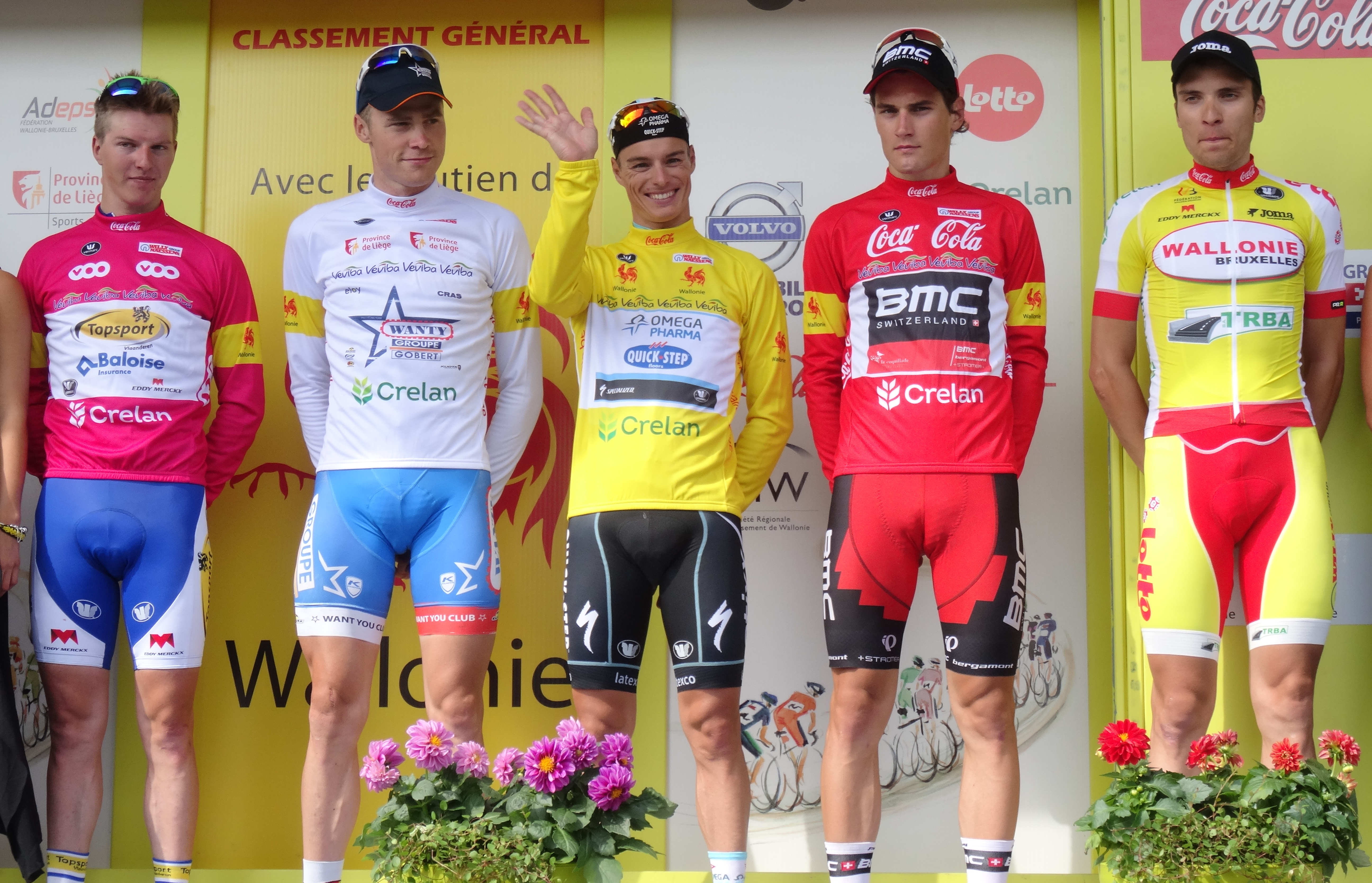
Zico Waeytens (meilleur sprinteur et 5e), Kévin Van Melsen (meilleur grimpeur), Gianni Meersman (classement général et par points), Silvan Dillier (meilleur jeune et 3e) et Maxime Anciaux (combativité).

| Date  | Course                                                  | Pays     | Classe | Vainqueur            | Équipe                     |
| ----- | ------------------------------------------------------- | -------- | ------ | -------------------- | -------------------------- |
| 2-5   | Course de Solidarność et des champions olympiques       | Pologne  | 2.2    | Kamil Zieliński      | Mexller                    |
| 5     | Circuit Het Nieuwsblad espoirs                          | Belgique | 1.2    | Dimitri Claeys       | VL Technics-Abutriek       |
| 6-13  | Tour d'Autriche                                         | Autriche | 2.HC   | Peter Kennaugh       | Sky                        |
| 10-13 | Trophée Joaquim Agostinho                               | Portugal | 2.2    | Delio Fernández      | OFM-Quinta da Lixa         |
| 11    | Championnats d'Europe - contre-la-montre espoirs        | Suisse   | CC     | Stefan Küng          | Équipe nationale de Suisse |
| 13    | Championnats d'Europe - course en ligne espoirs         | Suisse   | CC     | Stefan Küng          | Équipe nationale de Suisse |
| 13    | Giro del Medio Brenta                                   | Italie   | 1.2    | Klemen Štimulak      | Adria Mobil                |
| 13    | Ronde pévéloise                                         | France   | 1.2    | Benoît Daeninck      | CC Nogent-sur-Oise         |
| 16-20 | Tour de la Vallée d'Aoste                               | France   | 2.2U   | Bernardo Suaza       | 472-Colombia               |
| 17-20 | Czech Cycling Tour                                      | Tchéquie | 2.2    | Martin Mortensen     | Cult Energy Vital Water    |
| 17-20 | Sibiu Cycling Tour                                      | Roumanie | 2.1    | Radoslav Rogina      | Adria Mobil                |
| 17-20 | Volta a Portugal do Futuro                              | Portugal | 2.2U   | Ruben Guerreiro      | Liberty Seguros-Feira-KTM  |
| 25    | Classique d'Ordizia                                     | Espagne  | 1.1    | Gorka Izagirre       | Movistar                   |
| 25    | Central-European Tour Košice-Miskolc                    | Hongrie  | 1.2    | Erik Baška           | Dukla Trenčín Trek         |
| 26    | Central-European Tour Szerencs-Ibrány                   | Hongrie  | 1.2    | Mamyr Stash          | Itera-Katusha              |
| 26    | Grand Prix de l'industrie et de l'artisanat de Larciano | Italie   | 1.1    | Adam Yates           | Orica-GreenEDGE            |
| 26-30 | Tour de Wallonie                                        | Belgique | 2.HC   | Gianni Meersman      | Omega Pharma-Quick Step    |
| 27    | Grand Prix de la ville de Pérenchies                    | France   | 1.2    | Gaëtan Bille         | Verandas Willems           |
| 27    | Tour de Toscane                                         | Italie   | 1.1    | Pieter Weening       | Orica-GreenEDGE            |
| 27    | Central-European Tour Isaszeg-Budapest                  | Hongrie  | 1.2    | Erik Baška           | Dukla Trenčín Trek         |
| 29-2  | Dookoła Mazowsza                                        | Pologne  | 2.2    | Jarosław Marycz      | CCC Polsat Polkowice       |
| 30-3  | Tour Alsace                                             | France   | 2.2    | Karel Hník           | Etixx                      |
| 30-10 | Tour du Portugal                                        | Portugal | 2.1    | Gustavo César Veloso | OFM-Quinta da Lixa         |
| 31    | Circuit de Getxo                                        | Espagne  | 1.1    | Carlos Barbero       | Euskadi                    |

### Août

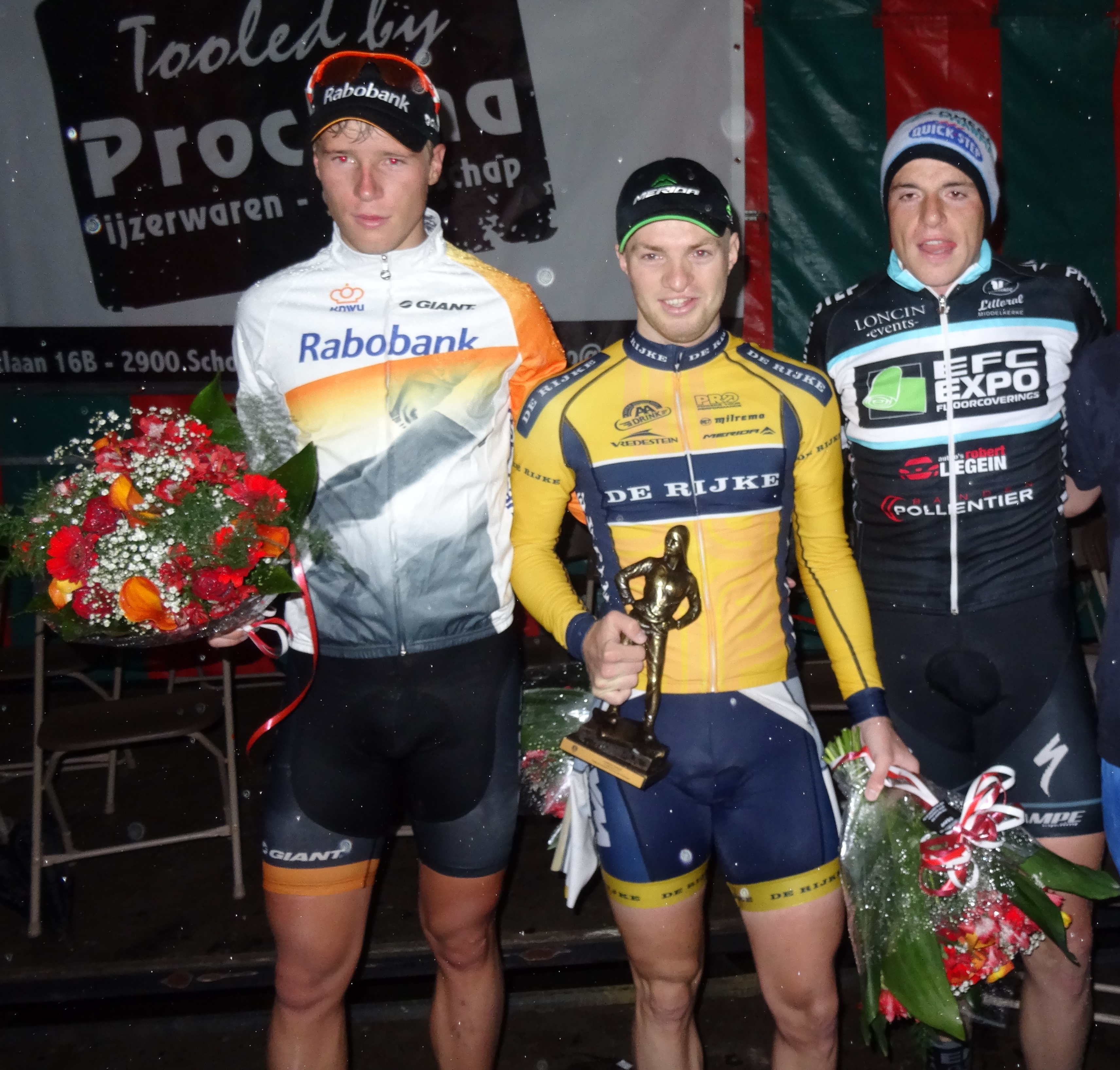
Podium de l'édition 2014 de la Flèche du port d'Anvers : Ivar Slik (2e), Yoeri Havik (1er) et Jens Geerinck (3e).

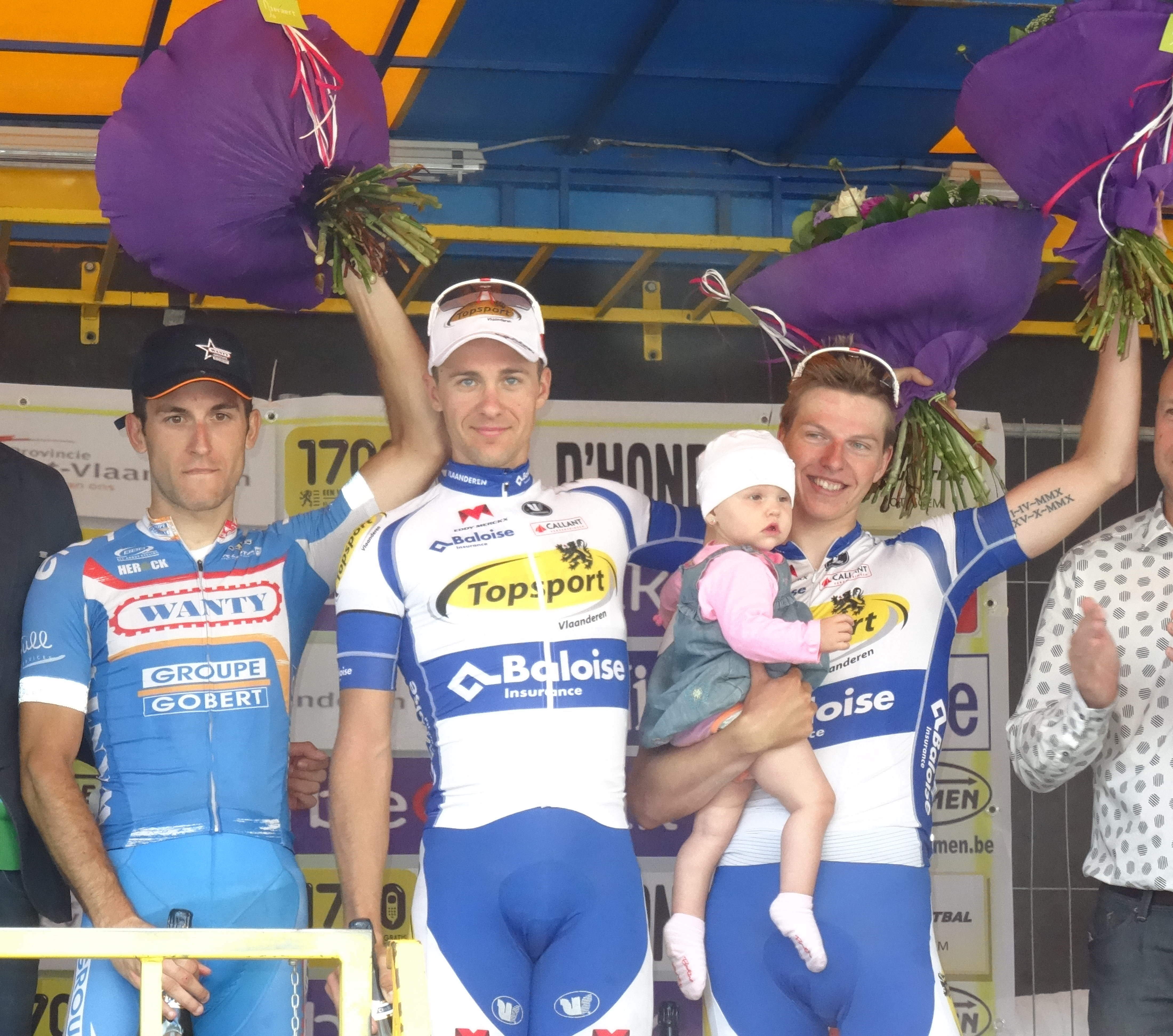
Podium de l'édition 2014 du Grand Prix de la ville de Zottegem : Tim De Troyer (2e), Edward Theuns (1er) et Zico Waeytens (3e).

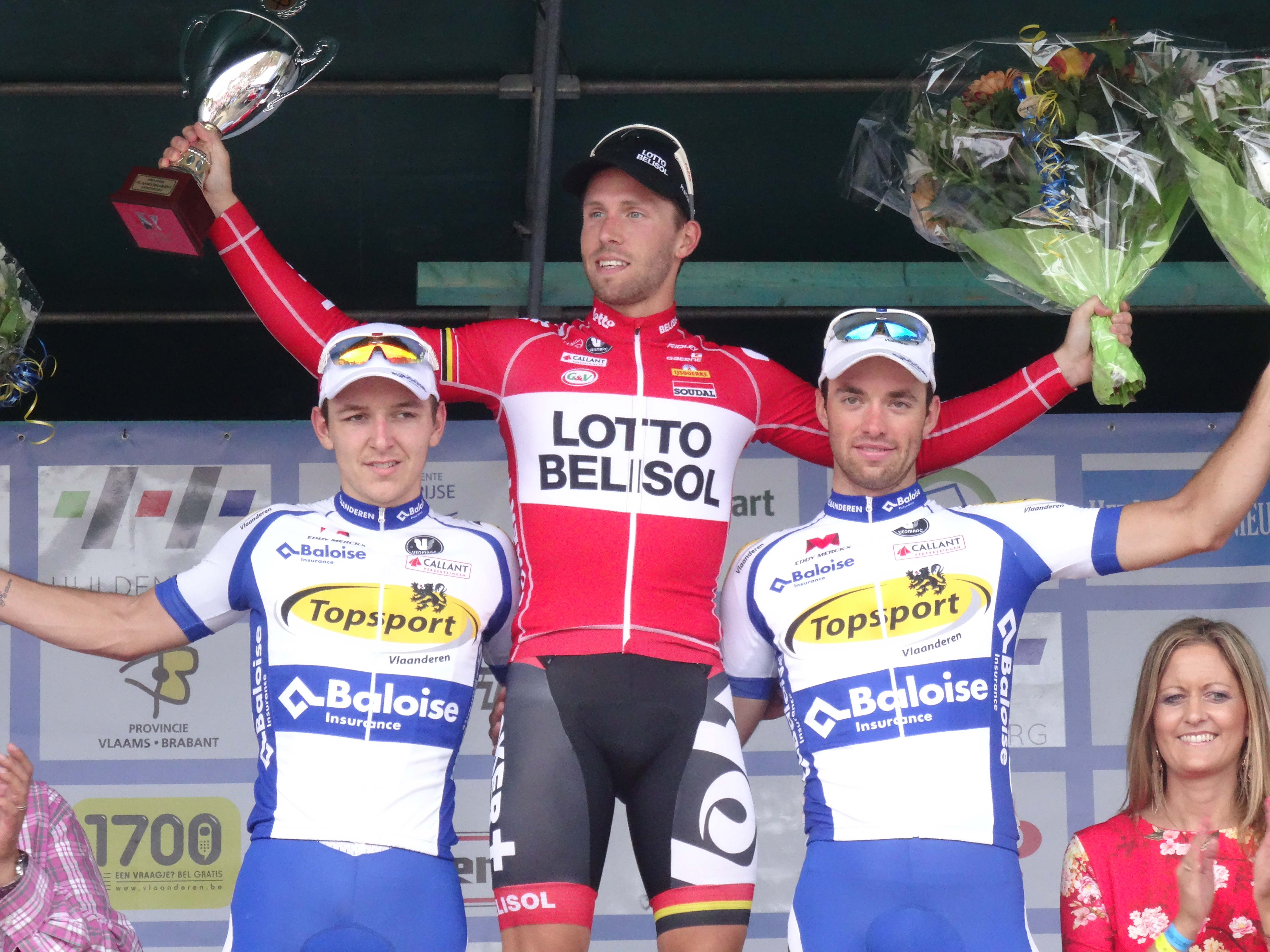
Podium de l'édition 2014 de la Druivenkoers Overijse : Jasper De Buyst (2e), Jonas Van Genechten (1er) et Tom Van Asbroeck (3e).

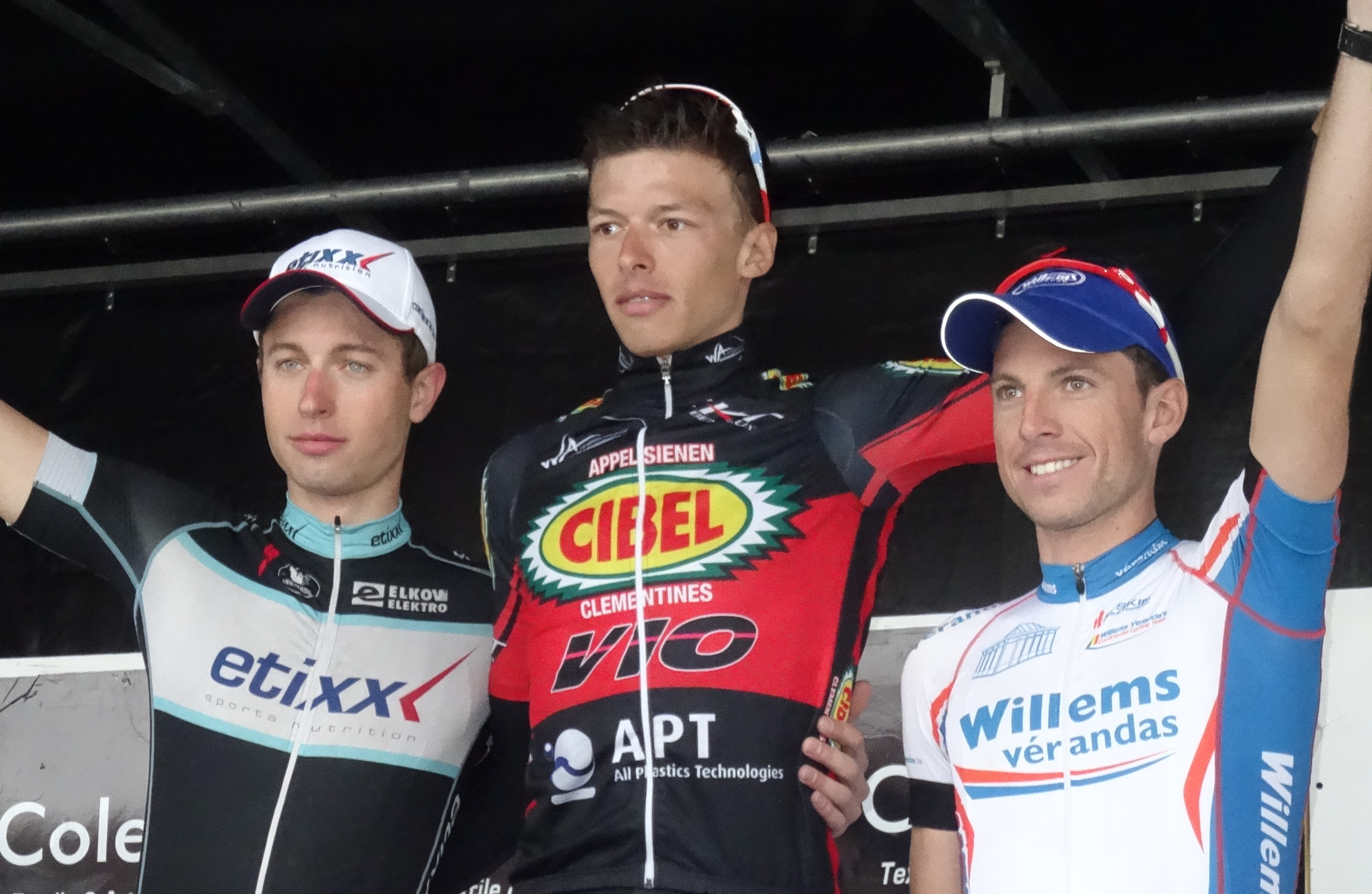
Podium de l'édition 2014 du Grand Prix des commerçants de Templeuve : Łukasz Wiśniowski (2e), Oliver Naesen (1er) et Gaëtan Bille (3e).

| Date  | Course                                  | Pays        | Classe | Vainqueur            | Équipe                       |
| ----- | --------------------------------------- | ----------- | ------ | -------------------- | ---------------------------- |
| 2-4   | Kreiz Breizh Elites                     | France      | 2.2    | Matteo Busato        | MG Kvis-Wilier               |
| 3     | Polynormande                            | France      | 1.1    | Jan Ghyselinck       | Wanty-Groupe Gobert          |
| 3     | Trophée international Bastianelli       | Italie      | 1.2    | Nicola Gaffurini     | Vega-Hotsand                 |
| 6-9   | Tour de Szeklerland                     | Roumanie    | 2.2    | Stefan Hristov       | Brisaspor                    |
| 6-10  | Tour du Danemark                        | Danemark    | 2.HC   | Michael Valgren      | Tinkoff-Saxo                 |
| 10    | Flèche du port d'Anvers                 | Belgique    | 1.2    | Yoeri Havik          | De Rijke                     |
| 10    | Grand Prix de Poggiana                  | Italie      | 1.2U   | Robert Power         | Équipe nationale d'Australie |
| 10    | London Ride Classic                     | Royaume-Uni | 1.HC   | Adam Blythe          | NFTO                         |
| 12-16 | Tour de l'Ain                           | France      | 2.1    | Bert-Jan Lindeman    | Rabobank Development         |
| 13-17 | Tour de Burgos                          | Espagne     | 2.HC   | Nairo Quintana       | Movistar                     |
| 14-17 | Arctic Race of Norway                   | Norvège     | 2.1    | Steven Kruijswijk    | Belkin                       |
| 16    | Grand Prix Kralovehradeckeho kraje      | Tchéquie    | 1.2    | Paweł Cieślik        | Bauknecht-Author             |
| 16    | Gran Premio Capodarco                   | Italie      | 1.2    | Robert Power         | Équipe nationale d'Australie |
| 16    | Mémorial Henryk Łasak                   | Pologne     | 1.2    | Maciej Paterski      | CCC Polsat Polkowice         |
| 17    | Coupe des Carpates                      | Pologne     | 1.2    | Paweł Franczak       | ActiveJet                    |
| 19    | Grand Prix de la ville de Zottegem      | Belgique    | 1.1    | Edward Theuns        | Topsport Vlaanderen-Baloise  |
| 19-22 | Tour du Limousin                        | France      | 2.1    | Mauro Finetto        | Neri Sottoli                 |
| 19-24 | Baltic Chain Tour                       | Estonie     | 2.2    | Mathieu van der Poel | BKCP-Powerplus               |
| 22    | Arnhem Veenendaal Classic               | Pays-Bas    | 1.1    | Yves Lampaert        | Topsport Vlaanderen-Baloise  |
| 23    | Puchar Ministra Obrony Narodowej        | Pologne     | 1.2    | Konrad Dąbkowski     | ActiveJet                    |
| 23-30 | Tour de l'Avenir                        | France      | 2.Ncup | Miguel Ángel López   | Équipe nationale de Colombie |
| 24    | Châteauroux Classic de l'Indre          | France      | 1.1    | Iljo Keisse          | Omega Pharma-Quick Step      |
| 26    | Grand Prix des Marbriers                | France      | 1.2    | Yann Guyot           | Armée de Terre               |
| 26-29 | Tour du Poitou-Charentes                | France      | 2.1    | Sylvain Chavanel     | IAM                          |
| 27    | Druivenkoers Overijse                   | Belgique    | 1.1    | Jonas Van Genechten  | Lotto-Belisol                |
| 30    | Grand Prix des commerçants de Templeuve | Belgique    | 1.2    | Oliver Naesen        | Cibel                        |
| 31    | Ronde van Midden-Nederland              | Pays-Bas    | 1.2    | Wim Stroetinga       | Koga                         |
| 31    | Croatie-Slovénie                        | Slovénie    | 1.2    | Primož Roglič        | Adria Mobil                  |

### Septembre

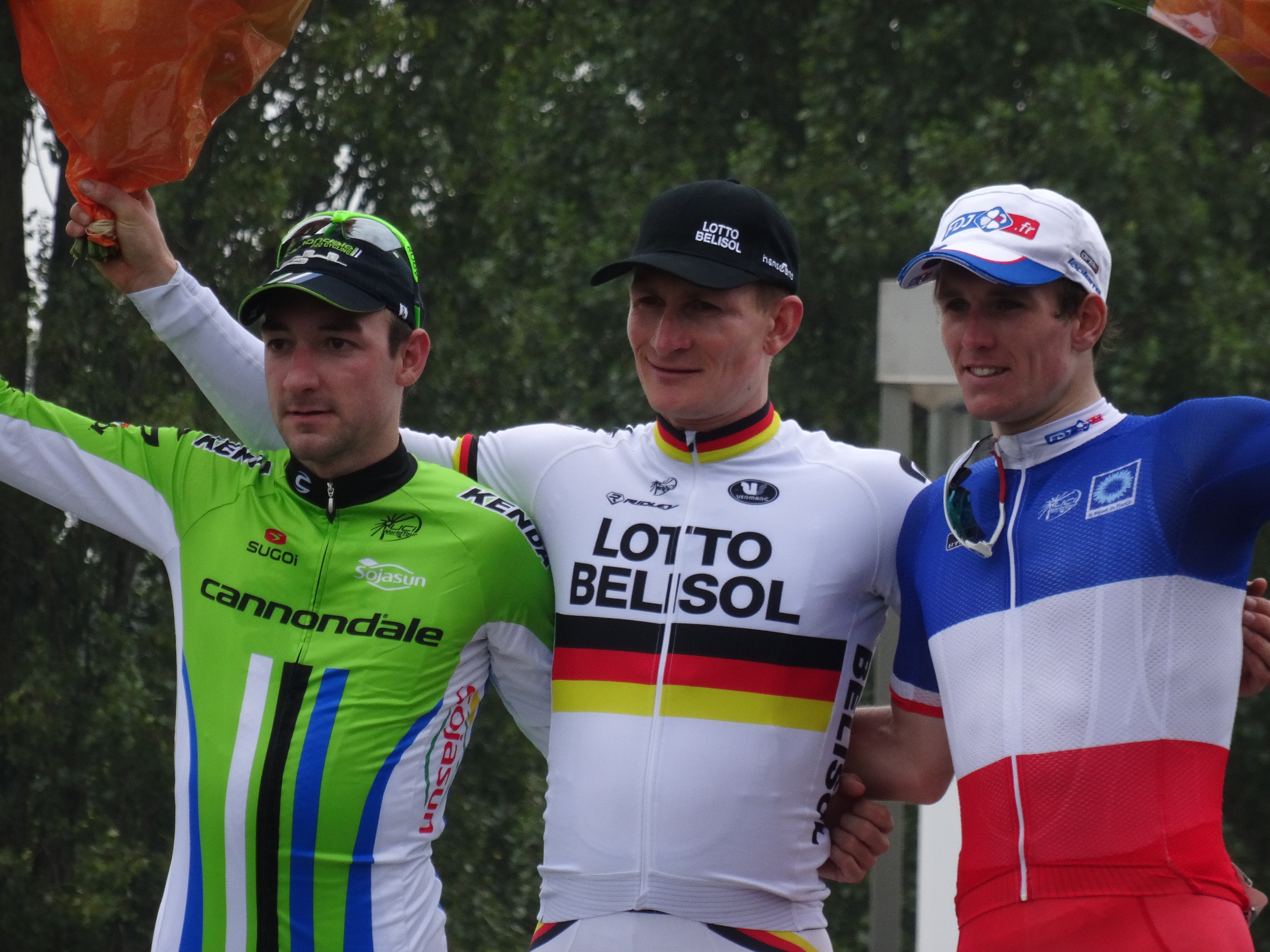
Podium de l'édition 2014 de la Brussels Cycling Classic : Elia Viviani (2e), André Greipel (1er) et Arnaud Démare (3e).

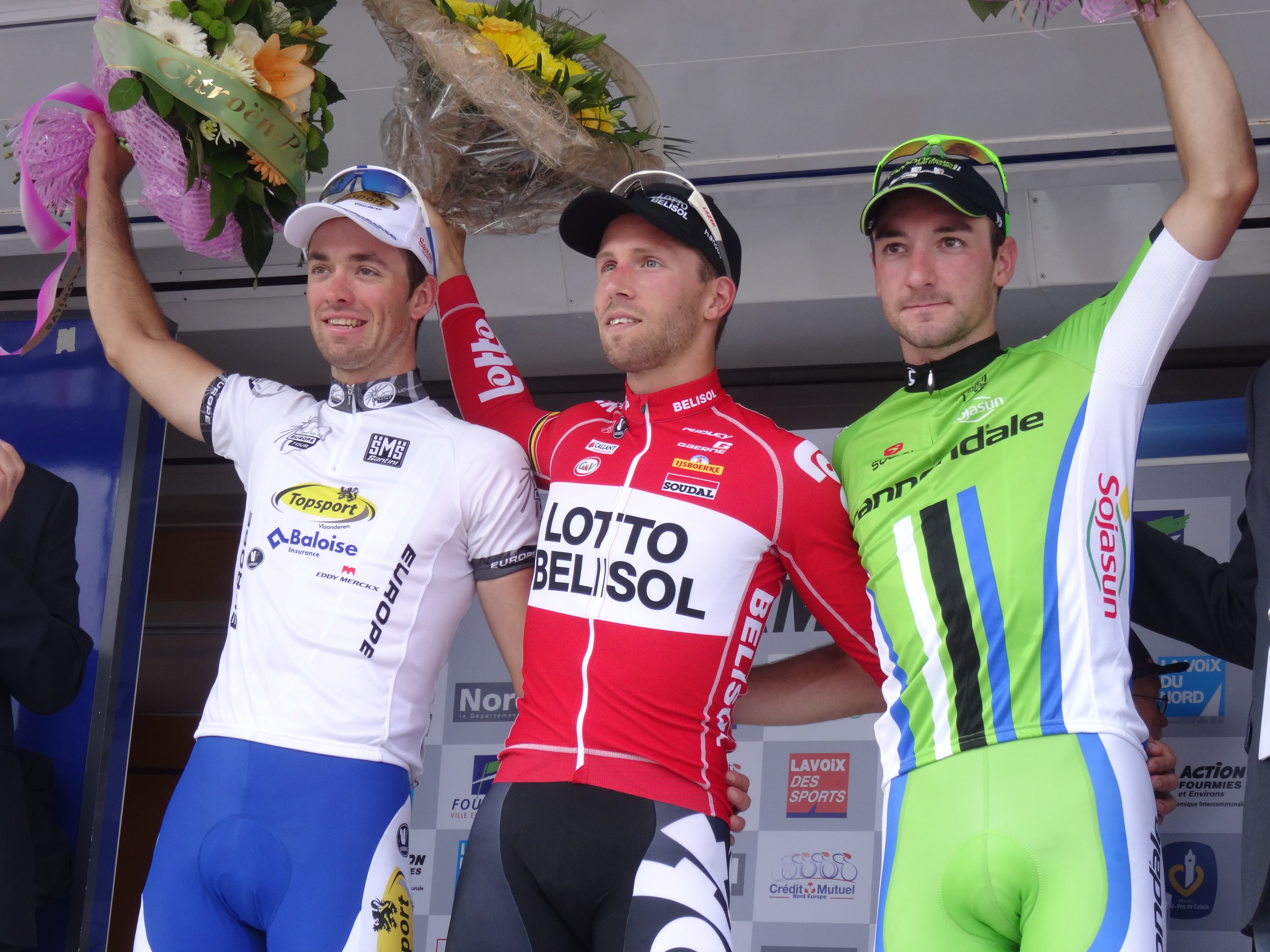
Podium de l'édition 2014 du Grand Prix de Fourmies : Tom Van Asbroeck (2e), Jonas Van Genechten (1er) et Elia Viviani (3e).

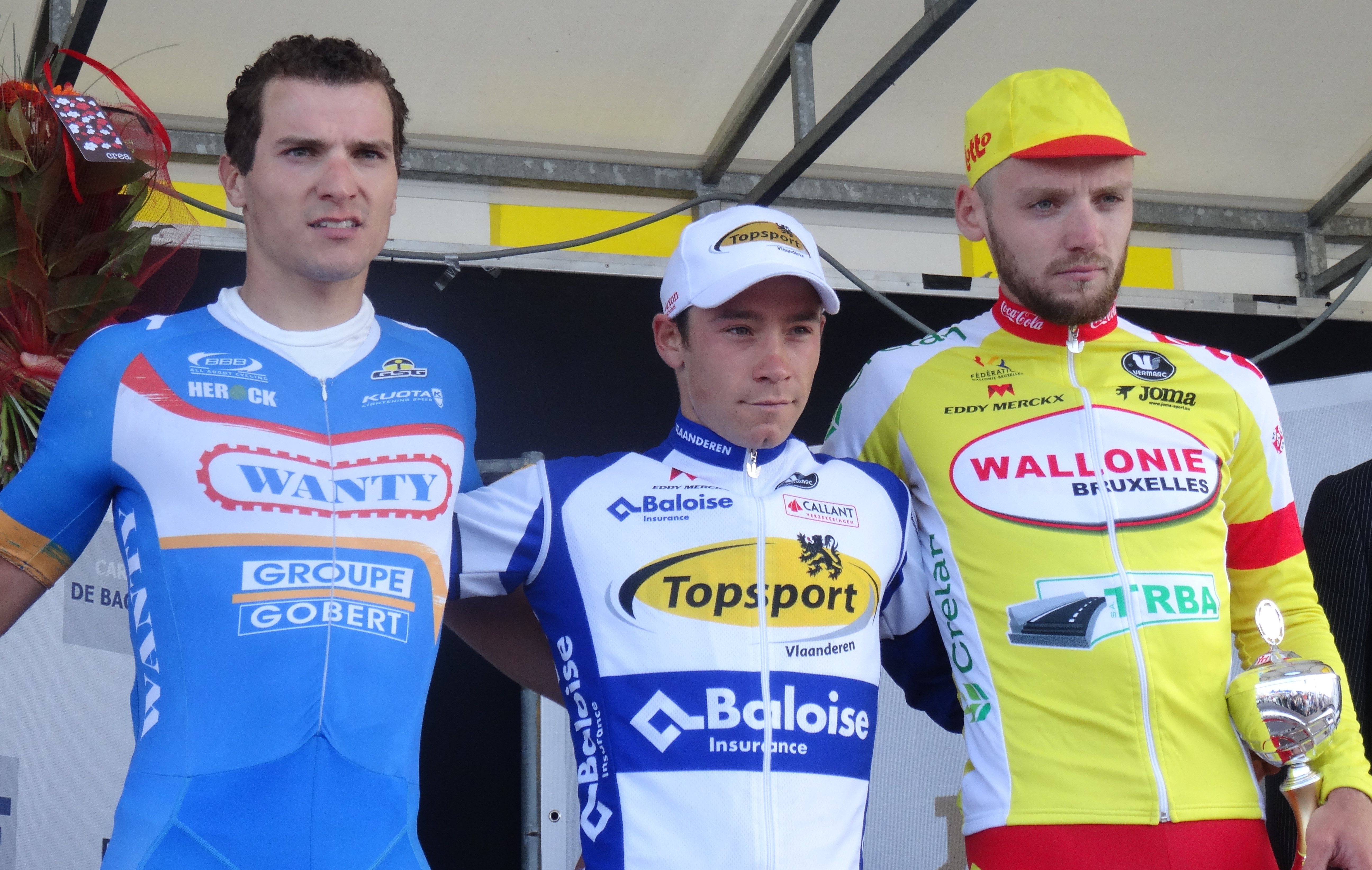
Podium de l'édition 2014 de la Flèche côtière : Roy Jans (3e), Michael Van Staeyen (1er) et Robin Stenuit (2e).

| Date  | Course                                            | Pays        | Classe | Vainqueur                            | Équipe                             |
| ----- | ------------------------------------------------- | ----------- | ------ | ------------------------------------ | ---------------------------------- |
| 2-6   | Tour du Frioul-Vénétie julienne                   | Italie      | 2.2    | Simone Antonini                      | Marchiol Emisfero                  |
| 4-7   | Okolo Jižních Čech                                | Tchéquie    | 2.2    | Reidar Borgersen                     | Joker                              |
| 6     | Brussels Cycling Classic                          | Belgique    | 1.HC   | André Greipel                        | Lotto-Belisol                      |
| 7     | Grand Prix de Fourmies                            | France      | 1.HC   | Jonas Van Genechten                  | Lotto-Belisol                      |
| 7     | Kernen Omloop Echt-Susteren                       | Pays-Bas    | 1.2    | Phil Bauhaus                         | Stölting                           |
| 7-14  | Tour de Grande-Bretagne                           | Royaume-Uni | 2.HC   | Dylan van Baarle                     | Garmin-Sharp                       |
| 13    | Flèche côtière                                    | Belgique    | 1.2    | Michael Van Staeyen                  | Topsport Vlaanderen-Baloise        |
| 13    | Tour du Jura                                      | Suisse      | 1.2    | Kévin Ledanois                       | Équipe nationale de France espoirs |
| 13    | Tour Bohemia                                      | Tchéquie    | 1.2    | Lukas Pöstlberger                    | Tirol                              |
| 14    | Chrono champenois                                 | France      | 1.2    | Rasmus Christian Quaade              | Trefor-Blue Water                  |
| 14    | Grand Prix Jef Scherens                           | Belgique    | 1.1    | André Greipel                        | Lotto-Belisol                      |
| 14    | Tour du Doubs                                     | France      | 1.1    | Rein Taaramäe                        | Cofidis                            |
| 16    | Coppa Bernocchi                                   | Italie      | 1.1    | Elia Viviani                         | Cannondale                         |
| 17    | Coppa Agostoni                                    | Italie      | 1.1    | Niccolò Bonifazio                    | Lampre-Merida                      |
| 17    | Grand Prix de Wallonie                            | Belgique    | 1.1    | Greg Van Avermaet                    | BMC Racing                         |
| 18    | Trois vallées varésines                           | Italie      | 1.HC   | Michael Albasini                     | Orica-GreenEDGE                    |
| 19    | Championnat des Flandres                          | Belgique    | 1.1    | Arnaud Démare                        | FDJ.fr                             |
| 20    | Grand Prix Impanis-Van Petegem                    | Belgique    | 1.1    | Greg Van Avermaet                    | BMC Racing                         |
| 20    | Mémorial Marco Pantani                            | Italie      | 1.1    | Sonny Colbrelli                      | Bardiani CSF                       |
| 21    | Baronie Breda Classic                             | Pays-Bas    | 1.2    | Mike Teunissen                       | Rabobank Development               |
| 21    | Grand Prix d'Isbergues                            | France      | 1.1    | Arnaud Démare                        | FDJ.fr                             |
| 21    | Grand Prix de l'industrie et du commerce de Prato | Italie      | 1.1    | Sonny Colbrelli                      | Équipe nationale d'Italie          |
| 24    | Circuit du Houtland                               | Belgique    | 1.1    | Jelle Wallays                        | Topsport Vlaanderen-Baloise        |
| 27-28 | Tour du Gévaudan Languedoc-Roussillon             | France      | 2.1    | Amets Txurruka                       | Caja Rural-Seguros RGA             |
| 28    | Gooikse Pijl                                      | Belgique    | 1.2    | Roy Jans                             | Wanty-Groupe Gobert                |
| 28    | Duo normand                                       | France      | 1.1    | Reidar Borgersen Truls Engen Korsæth | Joker                              |
| 30    | Ruota d'Oro                                       | Italie      | 1.2U   | Giacomo Berlato                      | Zalf Euromobil Désirée Fior        |

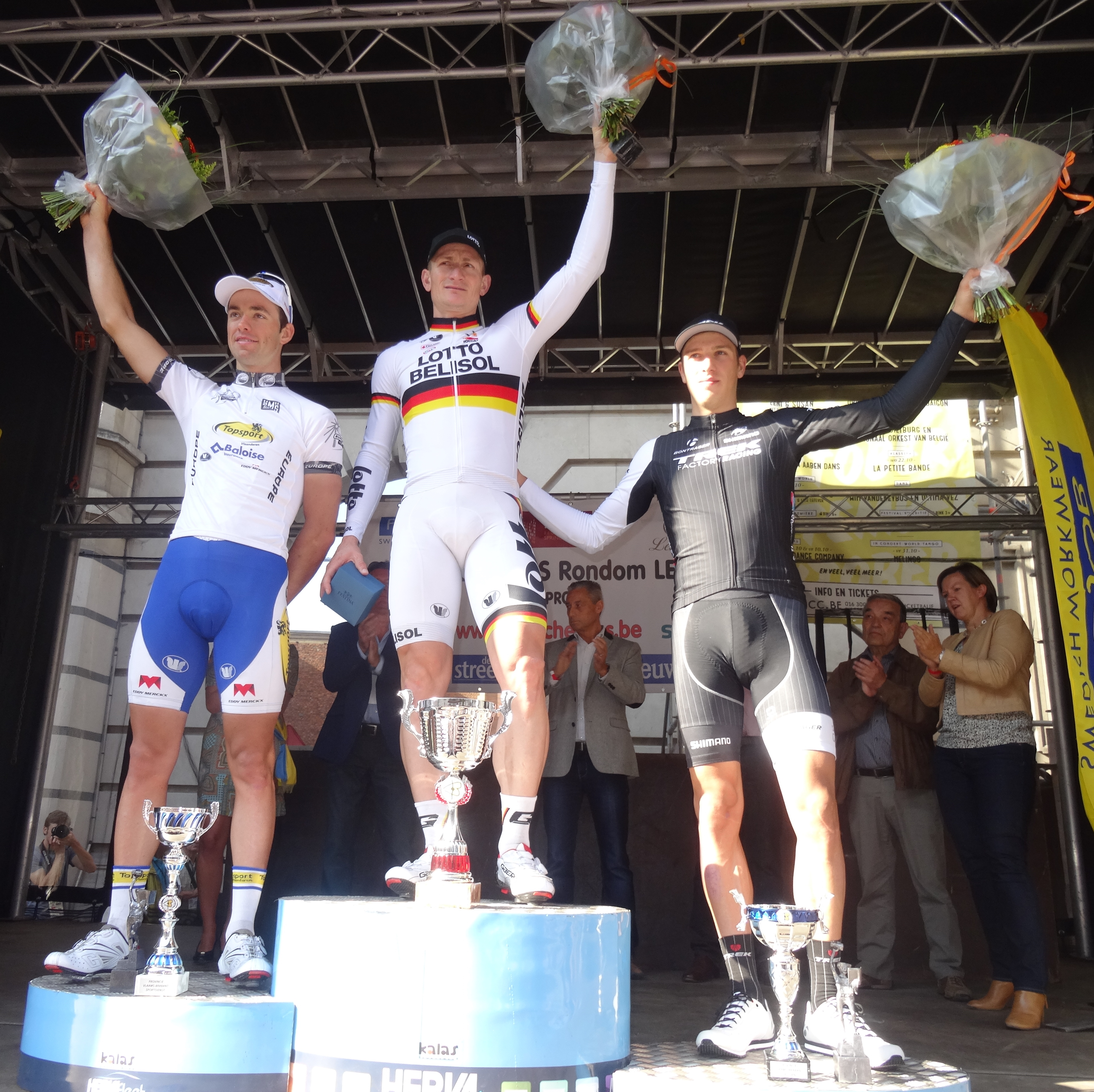
Podium de l'édition 2014 du Grand Prix Jef Scherens : Tom Van Asbroeck (2e), André Greipel (1er) et Danny van Poppel (3e).
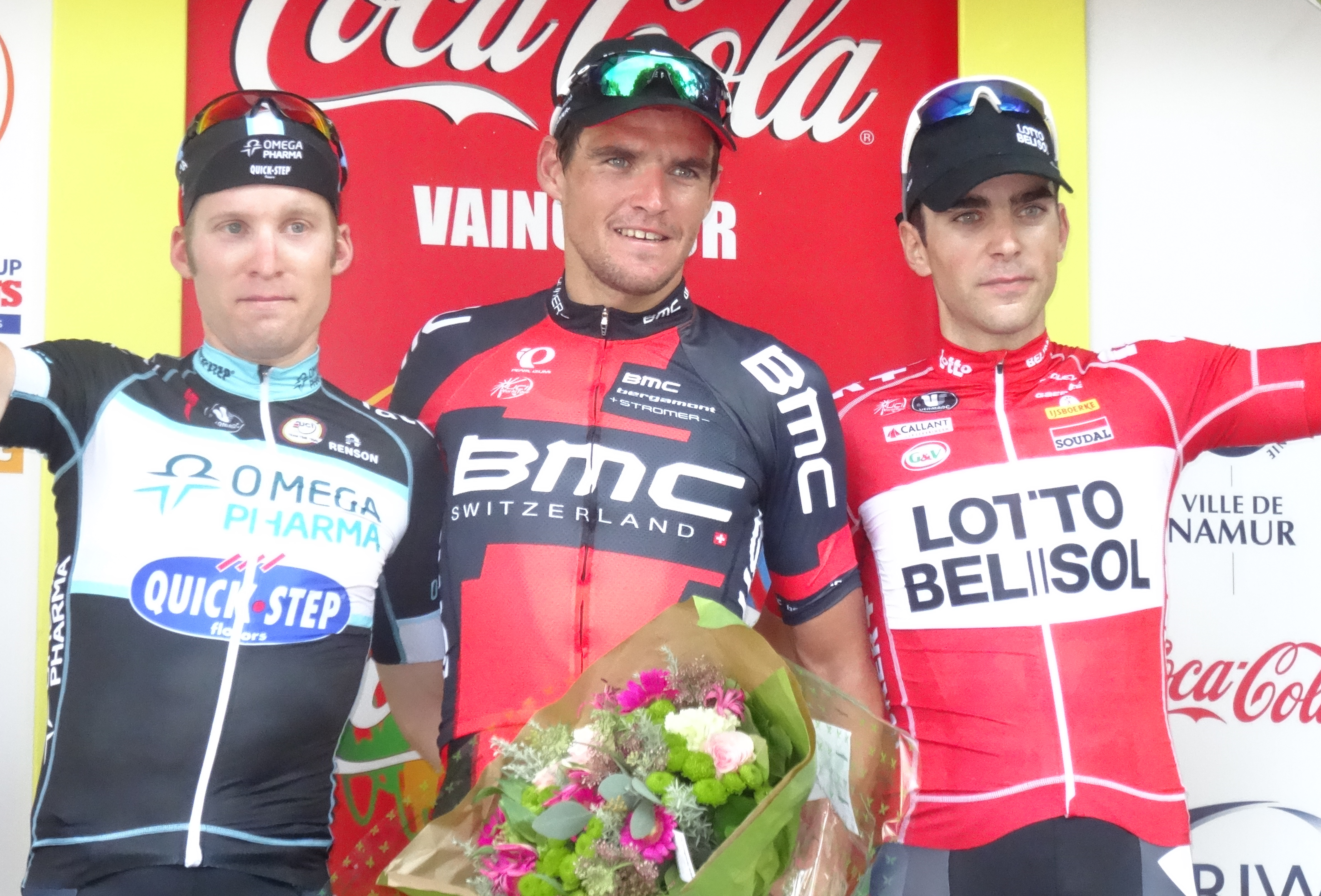
Podium de l'édition 2014 du Grand Prix de Wallonie : Jan Bakelants (3e), Greg Van Avermaet (1er) et Tony Gallopin (2e).
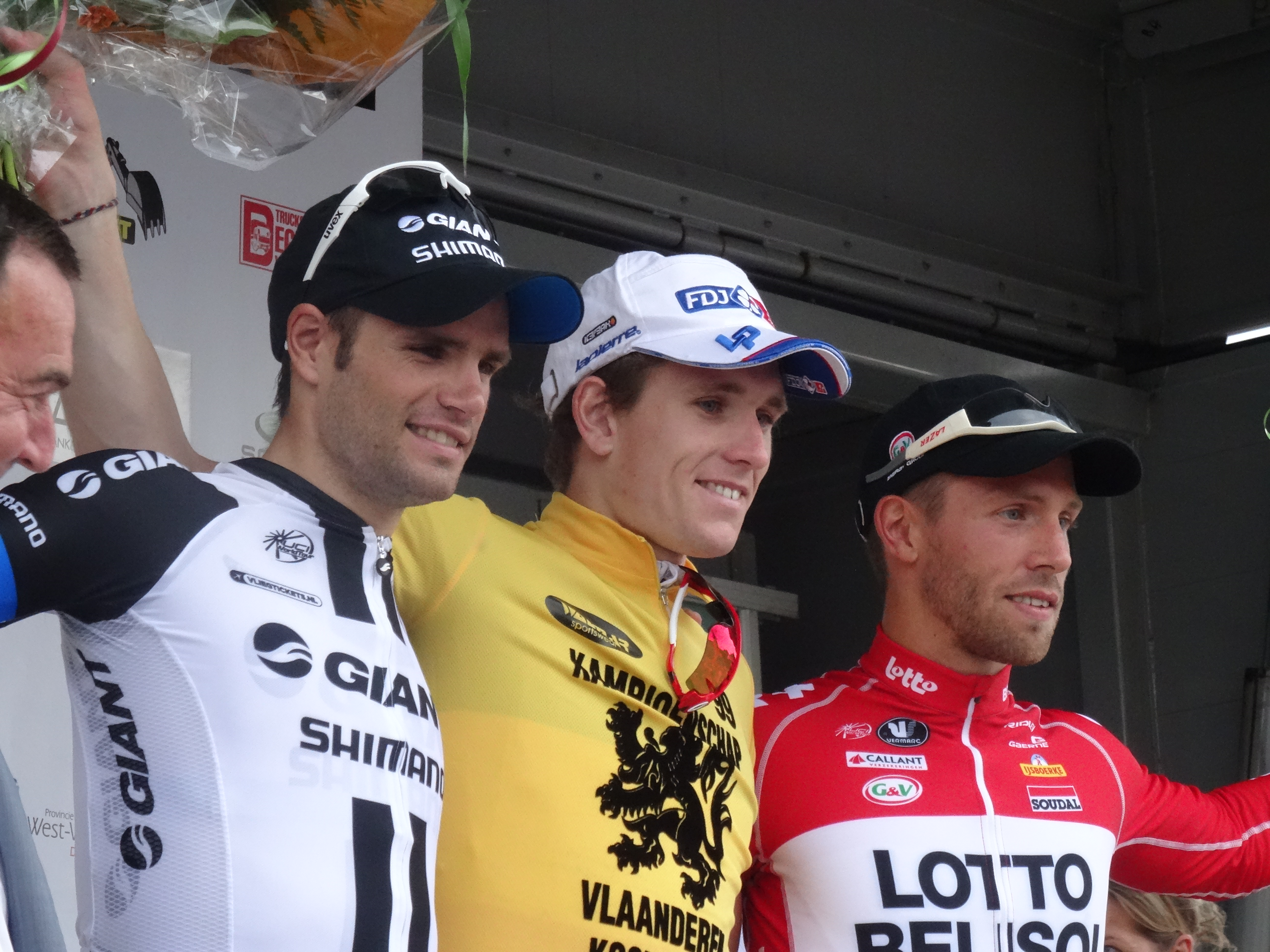
Podium de l'édition 2014 du Championnat des Flandres : Luka Mezgec (2e), Arnaud Démare (1er) et Jonas Van Genechten (3e).
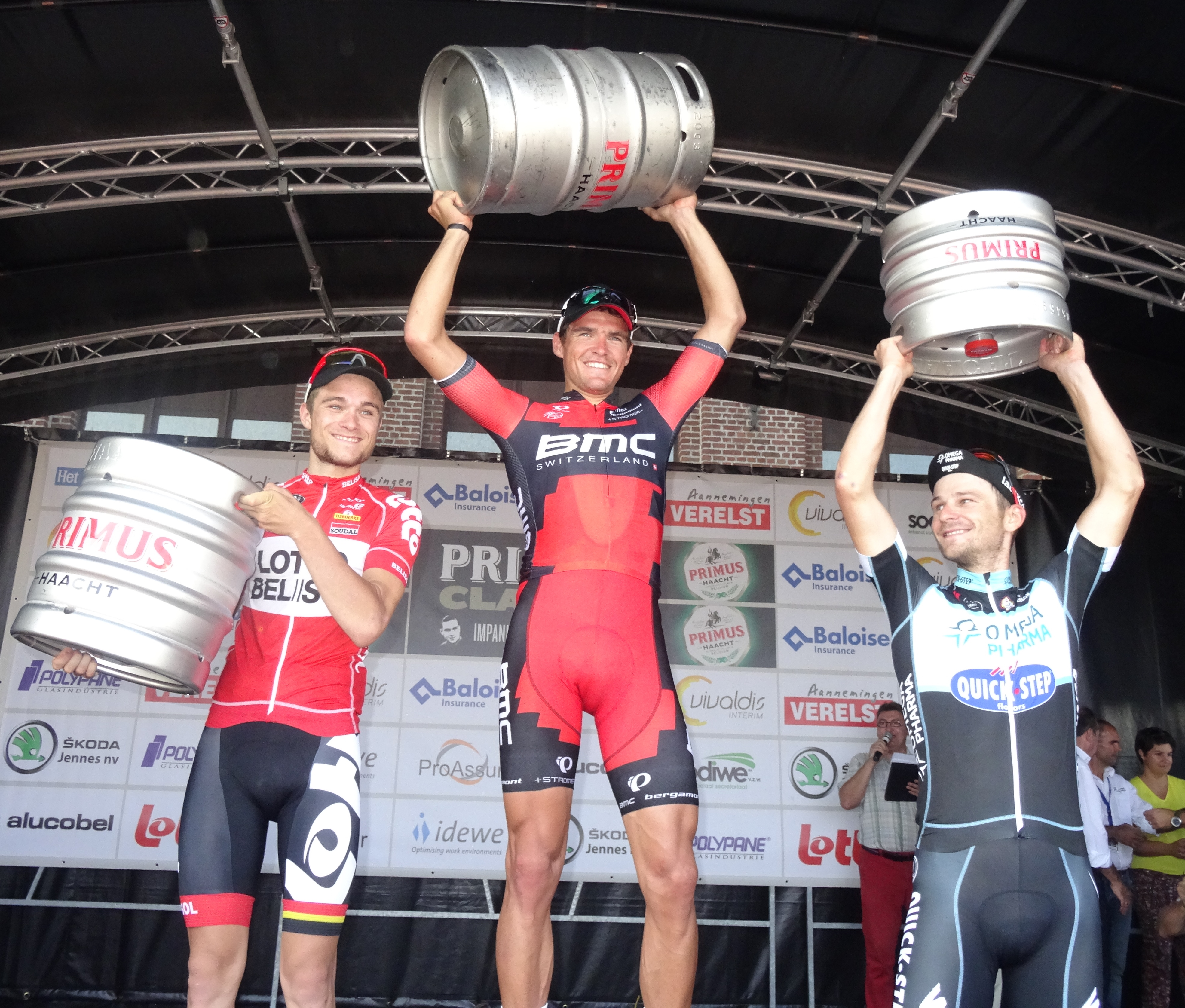
Podium de l'édition 2014 du Grand Prix Impanis-Van Petegem : Tosh Van der Sande (2e), Greg Van Avermaet (1er) et Michał Gołaś (3e).
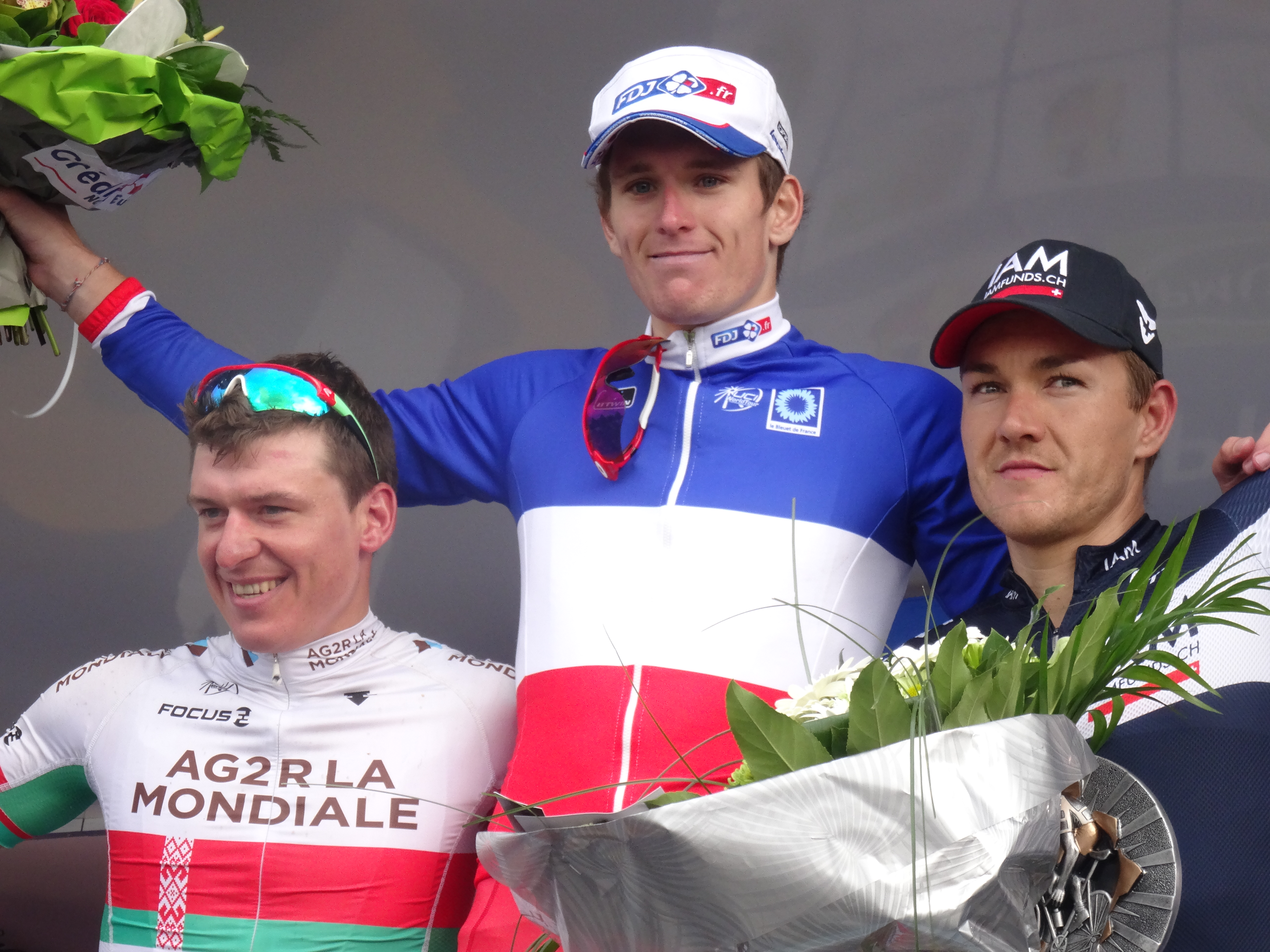
Podium de l'édition 2014 du Grand Prix d'Isbergues : Yauheni Hutarovich (2e), Arnaud Démare (1er) et Heinrich Haussler (3e).
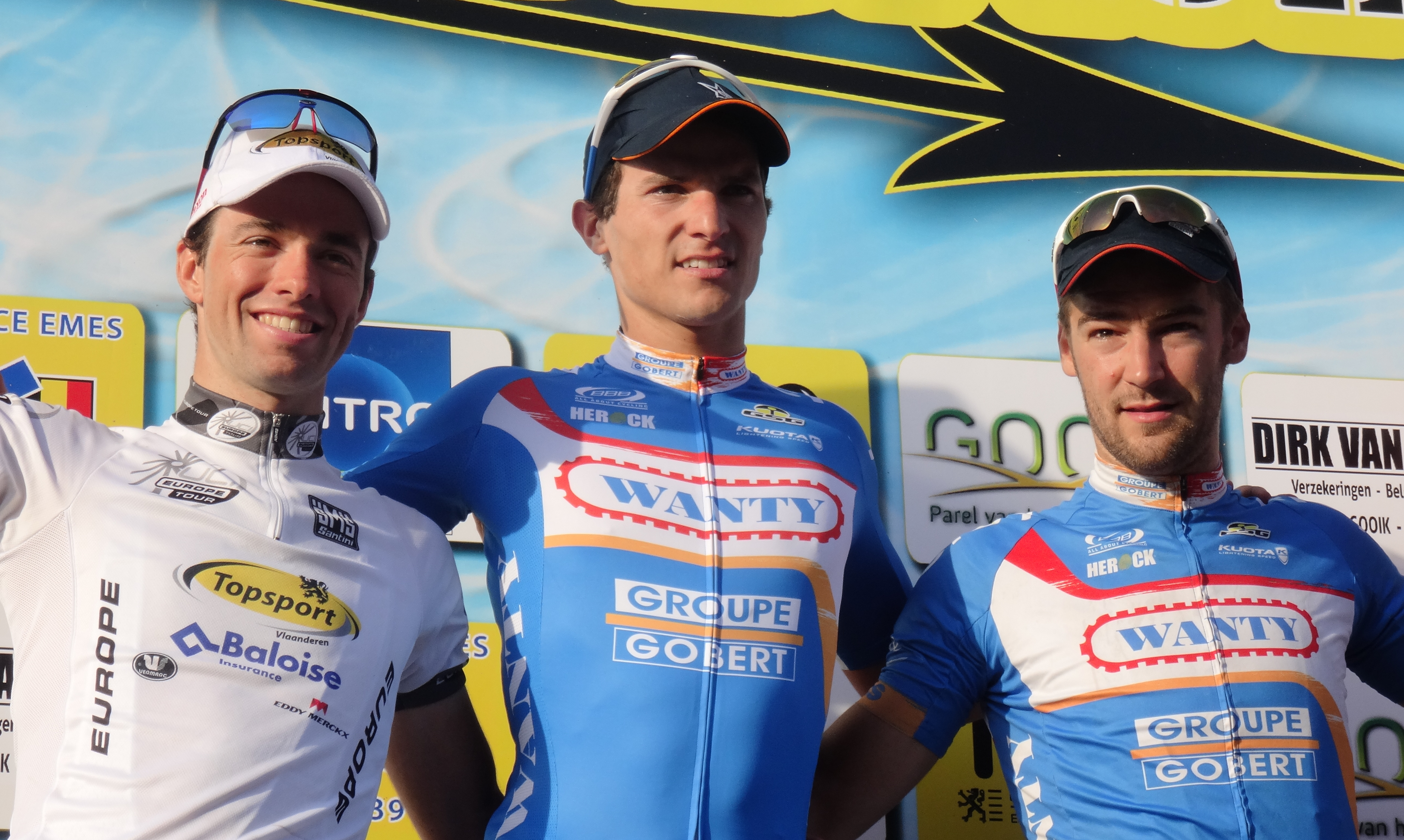
Podium de l'édition 2014 de la Gooikse Pijl : Tom Van Asbroeck (2e), Roy Jans (1er) et Laurens De Vreese (3e).

### Classement individuel

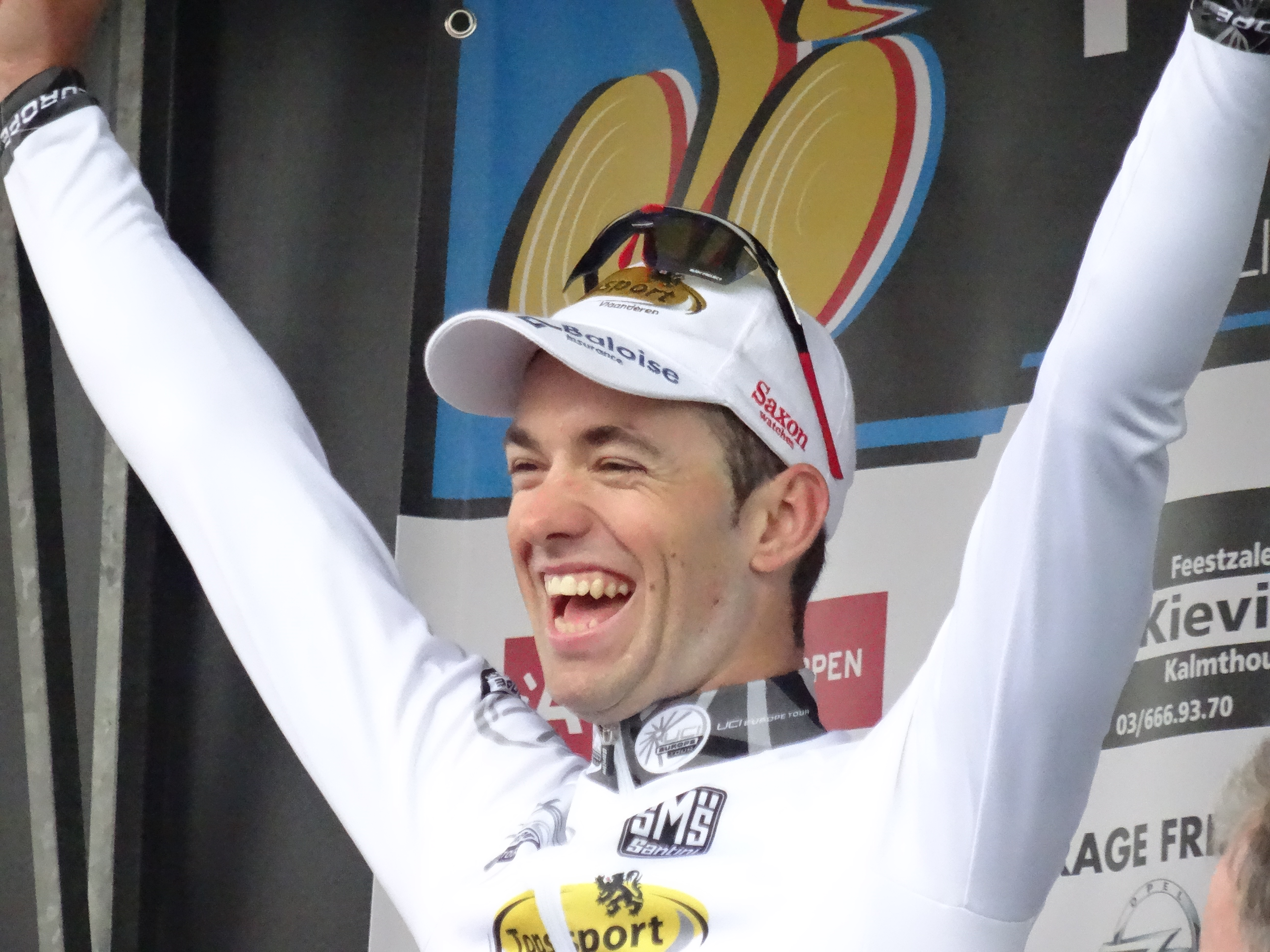
Tom Van Asbroeck, vainqueur du classement individuel de l'UCI Europe Tour à la suite du Prix national de clôture.

### Octobre

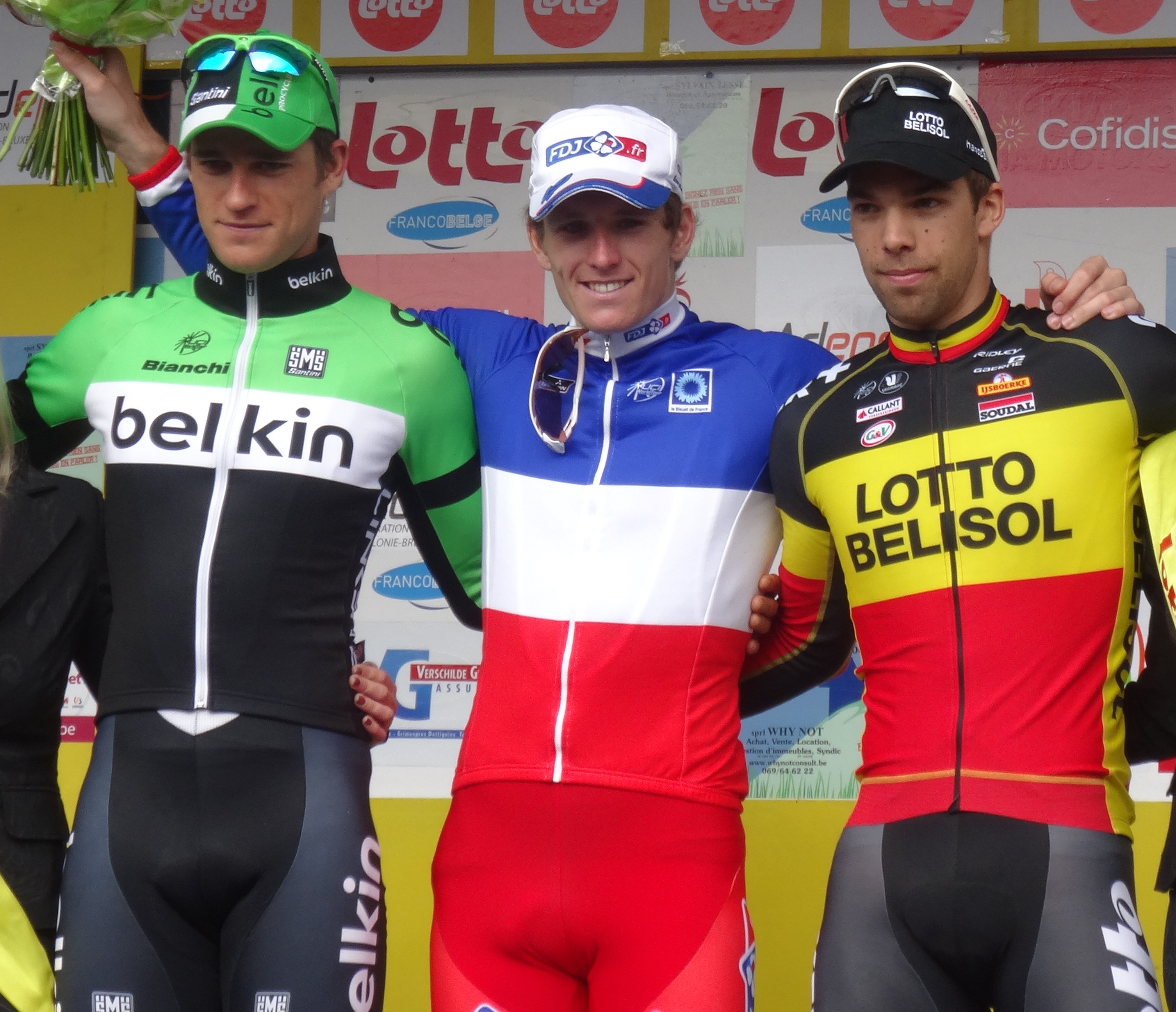
Podium de l'édition 2014 de l'Eurométropole Tour : Theo Bos (3e), Arnaud Démare (1er) et Jens Debusschere (2e).

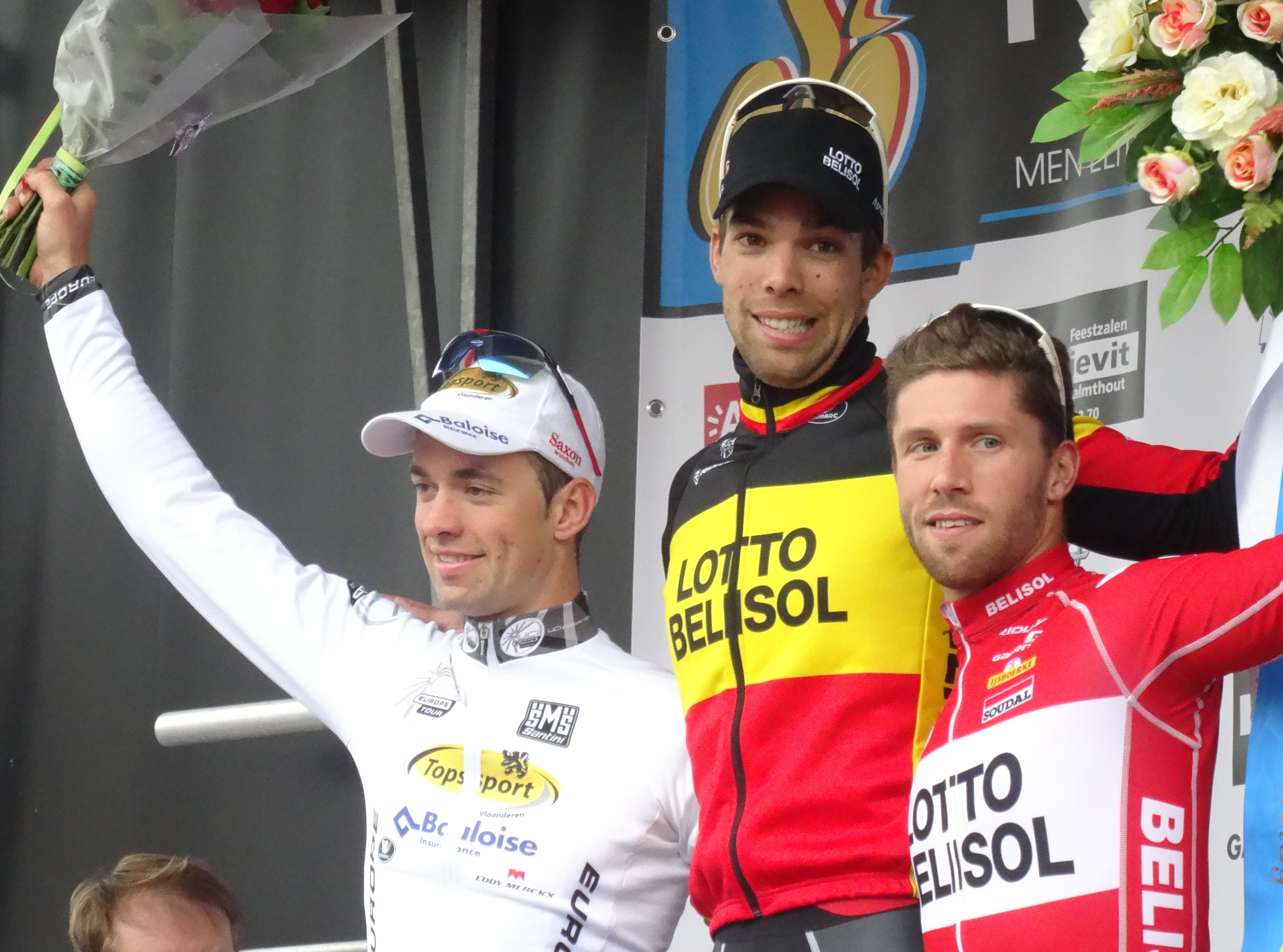
Podium de l'édition 2014 du Prix national de clôture : Tom Van Asbroeck (2e), Jens Debusschere (1er) et Jonas Van Genechten (3e).

| Date | Course                                 | Pays      | Classe | Vainqueur        | Équipe                       |
| ---- | -------------------------------------- | --------- | ------ | ---------------- | ---------------------------- |
| 1    | Milan-Turin                            | Italie    | 1.HC   | Giampaolo Caruso | Katusha                      |
| 2-5  | Eurométropole Tour                     | Belgique  | 2.1    | Arnaud Démare    | FDJ.fr                       |
| 2-6  | Tour du Caucase                        | Russie    | 2.2    | Sergey Firsanov  | RusVelo                      |
| 3    | Tour de Münster                        | Allemagne | 1.1    | André Greipel    | Lotto-Belisol                |
| 4    | Tour de Lombardie amateurs             | Italie    | 1.2U   | Gianni Moscon    | Zalf Euromobil Désirée Fior  |
| 5    | Tour de Vendée                         | France    | 1.1    | Armindo Fonseca  | Bretagne-Séché Environnement |
| 7    | Binche-Chimay-Binche                   | Belgique  | 1.1    | Zdeněk Štybar    | Omega Pharma-Quick Step      |
| 9    | Coppa Sabatini                         | Italie    | 1.1    | Sonny Colbrelli  | Bardiani CSF                 |
| 9    | Paris-Bourges                          | France    | 1.1    | John Degenkolb   | Giant-Shimano                |
| 11   | Tour d'Émilie                          | Italie    | 1.HC   | Davide Rebellin  | CCC Polsat Polkowice         |
| 12   | Paris-Tours                            | France    | 1.HC   | Jelle Wallays    | Topsport Vlaanderen-Baloise  |
| 12   | Grand Prix Bruno Beghelli              | Italie    | 1.HC   | Valerio Conti    | Lampre-Merida                |
| 12   | Paris-Tours espoirs                    | France    | 1.2U   | Mike Teunissen   | Rabobank Development         |
| 14   | Prix national de clôture               | Belgique  | 1.1    | Jens Debusschere | Lotto-Belisol                |
| 19   | Chrono des Nations-Les Herbiers-Vendée | France    | 1.1    | Sylvain Chavanel | IAM                          |

### Épreuves annulées
| Date           | Course                                    | Pays       | Classe | Cause                              |
| -------------- | ----------------------------------------- | ---------- | ------ | ---------------------------------- |
| 6-9 mars       | Tour d'Arad                               | Israël     | 2.2    | Rétrogradation en course nationale |
| 23 mars        | Grand Prix San Giuseppe                   | Italie     | 1.2    | Rétrogradation en course nationale |
| 1er-6 avril    | Tour de Grèce                             | Grèce      | 2.2    | Financière                         |
| 6 avril        | Val d'Ille Classic                        | France     | 1.1    | Financière                         |
| 6 avril        | Grand Prix Šenčur                         | Slovénie   | 1.2    |                                    |
| 13 avril       | Grand Prix de Donetsk                     | Ukraine    | 1.2    | Guerre du Donbass                  |
| 21 avril       | Tour de Hollande-Septentrionale           | Pays-Bas   | 1.2    | Manque de force de l'ordre         |
| 27 avril       | Zuid Oost Drenthe Classic II              | Pays-Bas   | 1.2    |                                    |
| 2-4 mai        | The Paths of King Nikola                  | Monténégro | 2.2    |                                    |
| 2-4 mai        | Tour des Asturies                         | Espagne    | 2.1    | Financière                         |
| 3-4 mai        | Neuseen Classics – Rund um die Braunkohle | Allemagne  | 2.1    |                                    |
| 8-14 mai       | Course de la Paix                         | Tchéquie   | 2.2    | Financière                         |
| 10 mai         | Tour de la communauté de Madrid           | Espagne    | 1.1    |                                    |
| 25 mai         | Circuit de Lorraine                       | France     | 1.1    |                                    |
| 5-8 juin       | Tour de Lettonie                          | Lettonie   | 2.1    |                                    |
| 13-22 juin     | Girobio                                   | Italie     | 2.2    |                                    |
| 4-6 juillet    | Tour de la communauté de Madrid U23       | Espagne    | 2.2U   |                                    |
| 11 juillet     | Grand Prix de la ville de Geel            | Belgique   | 1.2    |                                    |
| 20 juillet     | Trophée Matteotti                         | Italie     | 1.1    | Financière                         |
| 1-3 août       | Tour de León                              | Espagne    | 2.2    | Rétrogradation en course nationale |
| 3 août         | Grand Prix Kranj                          | Slovénie   | 1.2    |                                    |
| 30 août        | Tour de Vénétie                           | Italie     | 1.1    |                                    |
| 31 août        | Coupe Sels                                | Belgique   | 1.1    | Travaux sur le parcours            |
| 31 août-4 sept | Tour de Bulgarie                          | Bulgarie   | 2.2    |                                    |
| 2-7 septembre  | Semaine cycliste lombarde                 | Italie     | 2.1    | Financière                         |
| 3 septembre    | Mémorial Rik Van Steenbergen              | Belgique   | 1.1    |                                    |
| 8-14 septembre | Tour de Roumanie                          | Roumanie   | 2.2    |                                    |
| 3 octobre      | Tour du Piémont                           | Italie     | 1.HC   |                                    |
| 4 octobre      | Pro Cycling Marathon                      | Portugal   | 1.1    |                                    |
| 14 octobre     | Tour de Romagne                           | Italie     | 1.1    |                                    |

## Classements finals
| #   | Coureur               | Pays     | Pts   |
| 1.  | Tom Van Asbroeck      | Belgique | 764   |
| 2.  | Sonny Colbrelli       | Italie   | 708   |
| 3.  | Davide Rebellin       | Italie   | 435   |
| 4.  | Magnus Cort Nielsen * | Danemark | 428   |
| 5.  | Mauro Finetto         | Italie   | 428   |
| 6.  | Sylvain Chavanel      | France   | 410   |
| 7.  | Julien Simon          | France   | 377   |
| 8.  | Simone Ponzi          | Italie   | 368   |
| 9.  | Ilnur Zakarin         | Russie   | 349,8 |
| 10. | Bert-Jan Lindeman     | Pays-Bas | 327   |

| #   | Équipe                       | Pays      | Pts     |
| 1.  | Topsport Vlaanderen-Baloise  | Belgique  | 2 036   |
| 2.  | Wanty-Groupe Gobert          | Belgique  | 1 538   |
| 3.  | Cofidis                      | France    | 1 401   |
| 4.  | Neri Sottoli                 | Italie    | 1 275,5 |
| 5.  | IAM                          | Suisse    | 1 268   |
| 6.  | Bardiani CSF                 | Italie    | 1 219   |
| 7.  | CCC Polsat Polkowice         | Pologne   | 1 182   |
| 8.  | RusVelo                      | Russie    | 1 165,4 |
| 9.  | NetApp-Endura                | Allemagne | 1 000,6 |
| 10. | Bretagne-Séché Environnement | France    | 946     |

| #   | Pays     | Pts      |
| 1.  | Italie   | 3 061,17 |
| 2.  | Belgique | 2 871,67 |
| 3.  | France   | 2 306    |
| 4.  | Espagne  | 1 828,6  |
| 5.  | Pays-Bas | 1 817,4  |
| 6.  | Russie   | 1 784,69 |
| 7.  | Pologne  | 1 657,5  |
| 8.  | Ukraine  | 1 608    |
| 9.  | Slovénie | 1 529    |
| 10. | Danemark | 1 264,25 |

| #   | Pays (U23)  | Pts    |
| 1.  | Pays-Bas    | 960,85 |
| 2.  | Belgique    | 814,17 |
| 3.  | Danemark    | 793,25 |
| 4.  | Italie      | 725,67 |
| 5.  | France      | 721,25 |
| 6.  | Allemagne   | 714    |
| 6.  | Norvège     | 714    |
| 8.  | Royaume-Uni | 487,5  |
| 9.  | Russie      | 441,67 |
| 10. | Autriche    | 388    |